# 古代末期のキリスト教
古代末期のキリスト教（こだいまっきのキリストきょう）では、「初期キリスト教」の展開以後の3世紀から7世紀にかけての古代末期のキリスト教とローマ帝国、およびゲルマン諸国家との関係について概説する。この時代には、ローマ帝国後期の「3世紀の危機」と軍人皇帝時代をへて、皇帝コンスタンティヌス1世によってキリスト教が公認された。さらにグラティアヌス帝とテオドシウス帝によってキリスト教は国教となった。また、ドナトゥス派やアリウス派などの活動によって東西教会やアフリカ教会が分裂した。ゲルマン系民族が力を強めて476年に西ローマ帝国が滅亡し、7世紀にはイスラムが東ローマ帝国を脅かした。ゲルマン系民族にもキリスト教は浸透していった。800年にはフランク王国のカール大帝がローマ教皇から「ローマ皇帝」称号を戴冠されるに及んで、地中海世界は、東ローマ帝国・フランク王国を中心とした西ヨーロッパ・イスラムの三大勢力によってに三分された。
ここでは、カールの戴冠までを中心に、ビザンツ帝国、イスラムやスラヴ人の台頭までを概説し、7世紀以降の西ヨーロッパ中世におけるキリスト教と国家については、「中世ヨーロッパにおける教会と国家」で述べる。

## 3世紀のローマ帝国とキリスト教

### セウェルス朝 (193-235)
ネルウァ＝アントニヌス朝最後の皇帝コンモドゥスが暗殺されると、ペスケンニウス・ニゲル、クロディウス・アルビヌス、セプティミウス・セウェルスら諸侯が抗争し、193年にセプティミウス・セウェルスが史上初のアフリカ属州出身の皇帝となり、セウェルス朝がはじまった。セウェルスの息子カラカラ帝は共同皇帝であった弟のゲタを粛清し、217年に殺害された。プラエトリアニ（近衛隊）長のマクリヌスが皇帝になる。しかし、シリアにいたセウェルス家の外戚バッシアヌス家の反乱でマクリヌス側が敗北すると、バッシアヌス家のヘリオガバルスが218年に皇帝になる。ヘリオガバルスはシリアの太陽神を信仰し、ローマのエラガバリウム神殿の主神とした。222年ヘリオガバルスは暗殺され、従兄弟のアレクサンデル・セウェルスが皇帝となる。
セウェルス朝は軍事独裁、軍国主義の側面が強く、統制経済の傾向も強かったが、235年にセウェルス・アレクサンデル帝が軍に暗殺されセウェルス朝が断絶した。セウェルス･アレクサンデル帝は、自室にギリシア神話・ローマ神話のアポローン、オルフェウス以外に、ユダヤ教・キリスト教の始祖アブラハムとイエス・キリストの像も置いており、ローマ伝統の宗教とユダヤ・キリスト教のいずれをも崇敬していた。

#### サベリウス主義の異端認定
当時のキリスト教内部では、ローマ司教ゼフィリヌス(在位：199年 - 217年)の時、サベリウスとクレメネスらが父・子・聖霊の三位格を自立した存在と解する三位一体論に対し、これらが唯一神の様態の三変化したものであると考える様態論を主張し、ローマ司教ヒッポリュトスもこれを支持した。しかしローマ司教カリストゥス（在位：217年 - 222年）はサベリウス主義を異端として締め出し、ヒッポリュトスとポンティアヌスはサルデーニャに流された。この頃ローマのキリスト教徒は3万人ほどであった。

### 軍人皇帝時代 (235-284)
セウェルス･アレクサンデル帝暗殺後、マクシミヌス・トラクスがローマ皇帝となり、各地の将軍が皇帝位をめぐって争う軍人皇帝時代（ - 284年）がはじまった。238年、アフリカ属州総督ゴルディアヌス1世は息子のゴルディアヌス2世とがマクシミヌス・トラクス皇帝に対して反乱し、皇帝を称したが、ヌミディア属州総督カペリアヌス によって戦死した。マクシミヌス・トラクス皇帝に対決する元老院はマルクス・クロディウス・プピエヌス・マクシムス (プピエヌス)とデキムス・カエリウス・カルウィヌス・バルビヌス (バルビヌス)を共同皇帝として擁立し、プラエトリアニ(近衛隊)がマクシミヌス・トラクスを暗殺した。さらに近衛隊はプピエヌス、バルビヌスの両帝を殺害し、ゴルディアヌス3世が皇帝に即位した。この238年の内戦は六皇帝の年と呼ばれる。内乱とゲルマン人の侵入や治安の低下、貨幣経済の停滞などから、この時代を3世紀の危機と称し、ローマ帝国の衰退期とみなされている。しかし、近年はこの3世紀の危機の時代の政治が乱脈だったわけではなく、また官僚による一般行政も皇帝の交代が起こっても継続されており、イタリアが戦乱による荒廃も少なく、西ガリア、ヒスパニアでは都市が衰退したが、帝国東方や北アフリカは発展していた。
ピリップス・アラブス皇帝（在位：244年 - 249年）やデキウス皇帝はローマ伝統の宗教を帝国統一に利用したが、3世紀前半は皇帝からの能動的な迫害は少なかった。しかし、民衆による迫害は散発的に生じて、202年から204年にはカルタゴで、そのほかアフリカ、アレクサンドリア、小アジア、シリアのアンティオキアなどで迫害が起こったが、215年以降は迫害は減少した。

#### デキウスによる迫害と棄教者の問題
3世紀中葉頃にはキリスト教は勢力を拡大させ、ローマの教会は40程あり、聖職者154人を擁して、数千人の貧民を保護するなど発展していた。ガリア、スペイン、クレタ島、カッパドキア、アラビア、アルメニア、エデッサにも教会が存在していた。
皇帝デキウス(在位:249年 - 251年)は全帝国規模のキリスト教迫害を行い、250年にローマの神々への祭儀を勅令で命じた。背景にはゲルマンのゴート人などの侵略があった。カルタゴ、アレクサンドリア、ローマの一部のキリスト教徒はこの勅令を偶像礼拝として拒否したため、殉教した。しかし、翌年の251年にゴート軍とのアブリットゥスの戦いで皇帝デキウスは戦死し、祭儀命令は短命に終わった。キリスト教世界においては、殉教者は崇拝の対象とされ、拷問を受けながら釈放したものが称賛される一方で、勅令に服したため非難される者もいた。一度棄教して改心した信者（棄教者）の処遇をめぐって教会では意見の対立が生じて、ローマ司教コルネリウスやステファヌスは棄教者に寛容だったが、ノヴァティアヌス教父は神の真理をないがしろにすることとしてこれに反対し、棄教者は排除すべきであると主張し、対立教皇となり、対立教会を組織した。
その後、ステファヌス司教(在位254年-257年)は、一度棄教して改心した信者の再洗礼は使徒的伝統と一致しないとしたが、カルタゴ司教キプリアヌスはこれに反対し、ローマ教会とアフリカ教会は分裂し、キプリアヌスは各地の司教は指導地域において独立しており、ローマ司教の首位権について問題提出したが、キプリアヌスはペトロ以来のローマ教会の優位を否定したわけではなかった。

#### ウァレリアヌスとガッリエヌスの時代
デキウス以降は各地で教会会議も開催されるなど教会は平穏を取り戻していたが、257年、ウァレリアヌス帝は議員、騎士、宮廷人のキリスト教徒の地位と財産を没収し、教会の司教にローマ祭儀を強制し、ローマ、スペイン、パレスチナ、マウレタニアの司教が処刑された。しかしこの迫害も260年にシャープール1世がエデッサの戦いでウァレリアヌス帝を虜囚としたことで終息した。同じ年、ガリアのポストゥムスがローマ皇帝を名乗ってガリア帝国が独立した。
261年、ウァレリアヌス帝の息子のガッリエヌスが単独皇帝（それまで共同皇帝）となり、キリスト教に寛容な政策をとって、没収されていた財産を返還し、礼拝も許可した。このガッリエヌスの政策は勅令ではなかったが、キリスト教は実質的に公認されることとなった。ローマ帝国東部属州は、セプティミウス・オダエナトゥスがパルミラ（シリア）を中心都市として統括していた。帝国西部ではガリア帝国が割拠し、北部へはゴート族等が侵入するなか268年にガッリエヌスは暗殺された。271年、オダエナトゥスの妻ゼノビアとその子ウァバッラトゥスは皇帝私領アエギュプトゥス（エジプト）、カッパドキア、パレスティナ、カルケドン等に軍を派遣してローマ帝国からの独立を宣言した。しかし273年、皇帝アウレリアヌスはパルミラ王国を鎮圧した。274年には皇帝アウレリアヌスがガリア帝国を鎮圧し、太陽神（ソル・インウィクトゥス）神殿を建立するが、275年に暗殺される。

## テトラルキア時代

### ディオクレティアヌスとテトラルキア体制下の迫害

各皇帝の担当領域の変遷 293年-324年、テトラルキアからコンスタンティヌス1世による統一まで。

284年、イリュリクムの貧農出身の軍人ディオクレティアヌス（在位：284年 - 305年）が東部軍によって担がれ皇帝となった。ディオクレティアヌスによって帝国は安定し、軍人皇帝位時代が終了した。ディオクレティアヌスはドミナートゥス(専制君主制）を導入して、広大すぎた帝国を効果的におさめるために286年、将軍マクシミアヌスをイタリアより西の皇帝とし、自らは東のアウグストゥス(正帝)となり、293年にはコンスタンティウス・クロルスをガリア・ブリタニア担当の副帝(カエサル)、ガレリウスをドナウ・バルカン担当の副帝に任命して、ディオクレティアヌス自らは四帝の首位とした。これがローマ帝国のテトラルキア（4帝支配）である。ディオクレティアヌスは四皇帝の一致のため、ローマの神々と皇帝をむすびつけて、ディオクレティアヌスはユピテル、マクシミアヌスをヘラクレスの代理者とし、副皇帝コンスタンティウスはソル（太陽神）、副皇帝ガレリウスはマルス（戦の神）を守護神とした。ディオクレティアヌスはローマ伝統宗教を護持し、ペルシアからの新興宗教マニ教を297年に禁止し、302年にはエジプトでの近親結婚を禁止した。
教会が分裂したり、迫害などもあったが、3世紀から4世紀にかけてキリスト教はさらに発展し、キリスト教は、ペルシア国境、ブリタニア、ライン川、ドナウ川の諸都市、アフリカまで全ローマ帝国へと広がり、教会は帝国の組織をモデルにして作り上げられていた。ディオクレティアヌスの首都ニコメディアにも教会が建設され、信徒の数は帝国全体の一割の500万から600万にまで増加していた。しかし、成長したキリスト教に対する反感も強く、303年2月には兵士が首都ニコメディアの教会を襲撃し、その後、会堂の破壊、礼拝の禁止、聖書の没収が四皇帝勅令によって全帝国で実施された。これは史上初のキリスト教に特定された迫害で、「大迫害」と呼ばれる。ニコメディアでは勅令を破った教徒が処刑され、パレスチナ、エジプトには帝国に反抗的な教徒が多く、マクシミアヌス皇帝管轄のローマではマルケリヌス司教が聖書を政府に引き渡し、司教座は空位になった。この外、カルタゴ、ヌミディア、バルカン、ドナウでも殉教がでた。しかし、副皇帝コンスタンティウス管轄のガリア・ブリタニアでは教会破壊以上の措置はとられず、殉教もなく、地域によって迫害の度合に幅があった。その後の第二勅令はディオクレティアヌスとガレリウスの管轄地域にのみを対象として、殉教も出た。さらに拘留者に祭儀を命じる第三勅令も出された。304年には全国民への祭儀が命じられるが、東方と北アフリカにおいてのみ執行された。

### テトラルキアの崩壊
305年にディオクレティアヌスとマクシミアヌス正帝が退位すると、コンスタンティウス・クロルスが西の正帝となり、ガレリウスが東の正帝となった。西の副帝はフラウィウス・ウァレリウス・セウェルス、東副帝にはガレリウスの甥マクシミヌス・ダイアがなった。東帝国のガレリウス正帝とマクシミヌス副帝はキリスト教迫害を続行した。
306年にコンスタンティウス・クロルスが死ぬと、息子コンスタンティヌスが皇帝となるが、ガレリウス東正帝はコンスタンティヌスの皇位を認可せずにセウェルスを正帝とした。
一方、引退していたマクシミアヌス副帝の実子マクセンティウスがプラエトリアニ(近衛隊)の依頼で皇帝を宣した。ガレリウス帝はセウェルス帝をミラノ(メディオラヌム）からローマのマクセンティウス征討に向かわせたが、セウェルス軍の兵士たちはマクセンティウスの父であるマクシミアヌスが正帝に復帰したため離反したため、セウェルス帝は降伏した。307年にガレリウスはイタリアに侵入したが失敗し、セウェルス帝も殺害された。こうした内戦によって、テトラルキア体制は機能不全となった。
ガレリウスは308年、僚友リキニウスを正帝とし、コンスタンティヌスとマクセンティウスを副帝としたが、マクセンティウスは認めなかった。ガレリウスは死ぬ直前の311年4月にローマ帝国史上初のキリスト教寛容令を出し、礼拝を許可した。残ったマクシミアヌスはエジプト総督ヒエロクレスの進言もあってキリスト教迫害を強化し、祭儀を教徒に強制し、抵抗する教徒は処刑されたり、鉱山に送られ、多神教を組織化したが、マクセンティウスと三皇帝との内乱で迫害は続かなかった。他方でマクセンティウスは迫害を行わず、教会財産を返還した。

## 4世紀のローマ帝国とキリスト教

### コンスタンティヌス1世とキリスト教公認化

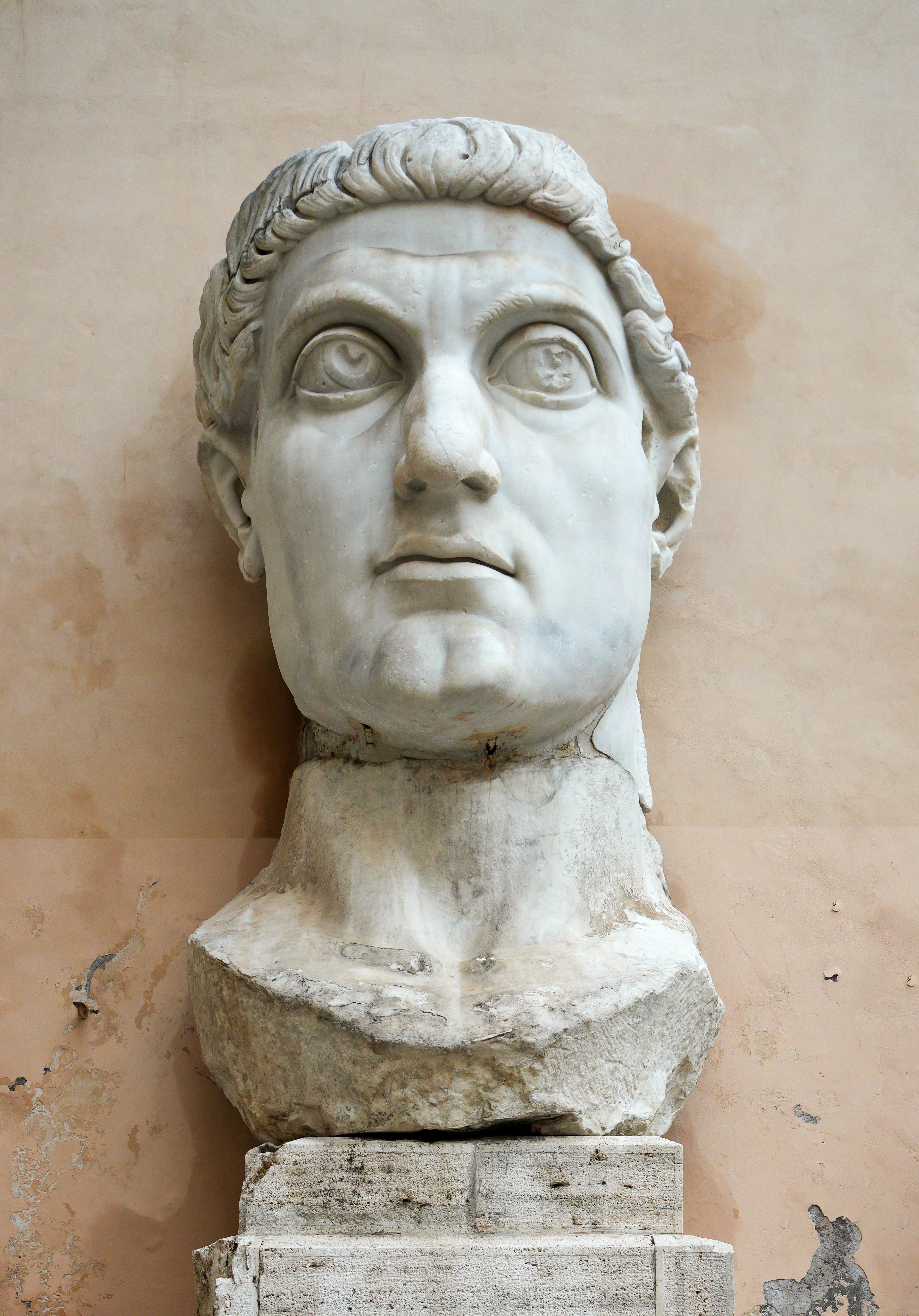
コンスタンティヌス1世（在位：306年 - 337年）

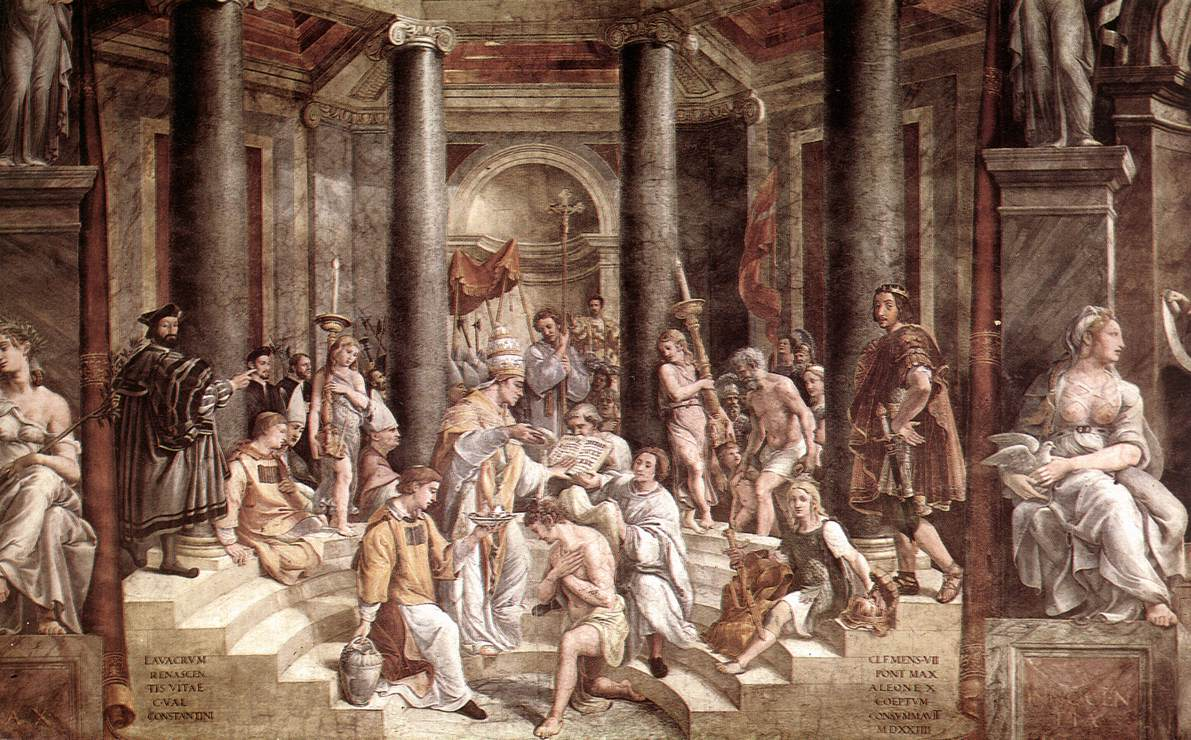
コンスタンティヌスの洗礼

ガレリウス皇帝が311年に死去すると混乱を極めて、ガリア属州を支配するコンスタンティヌス1世はリキニウスと結んでマクシミアヌスをアルルで滅ぼし、さらにマクセンティウスのイタリア侵入をはかった。312年のミルウィウス橋の戦いでコンスタンティヌス1世がキリスト教の啓示を受けてマクセンティウス皇帝を2000人の兵とともにティベリウス川に沈めて勝利した。コンスタンティヌス皇帝の啓示については諸説あり、後世の創作とも、帝国の統治のためともいわれるが、キリスト教思想に心を奪われたためともいわれる。皇帝はこれまでの慣例に従わず、カピトル丘のユピテル神殿にも元老院にも表敬訪問しなかった。その一方で、勝利はキリスト教のおかげであると公言して、キリスト教支援政策を始めた。コンスタンティヌス皇帝は、勝利への感謝としてローマ司教ミルティアデスにラテラヌス邸を贈った。東方のマクシミヌス・ダイアが迫害を実行していたため、これを阻止するためにコンスタンティヌス1世は312年冬にミラノでリキニウスと盟約を結び、妹とリキニウスとの婚約も議した。
同時期にマクシミヌスも迫害を休止、313年には教会への財産返還を認めた。内戦は小アジアに侵入したリキニウスが勝利し、マクシミヌスは自殺した。
313年6月、リキニウスはニコメディアでコンスタンティヌス1世との合議で「キリスト者およびすべての者らに、何であれその望む宗教に従う自由な権限を与える」との内容のミラノ勅令を出してキリスト教と信教の自由を公認した。313年から314年には次節で述べるようにドナトゥス派についてローマとアルルで教会会議を開いて決裁した。
315年には貨幣にキリストの頭文字による十字を打ち、318年にはローマ伝統宗教の供犠を禁止した。コンスタンティヌス1世が没するまでにキリスト教の力は飛躍的に上昇した。コンスタンティヌスの時に、司教の民事裁判権が認められ、また司教は都市参事会層からも多く選出されるようになっていった。リグーリア州総督アムブロシウスは洗礼直後だったが、司教にかつぎあげられた。
324年、コンスタンティヌス1世は次第にリキニウスに圧力をかけて謀殺し、帝国を統一して独裁を確立した。
325年には次々節で述べるようにアリウス派に関してニカイア公会議を開いた。
コンスタンティヌス1世皇帝は各地のキリストの聖遺物やゆかりの土地を探させて、そこに教会建設を命じて、ローマのウァティカヌス丘(Mons Vaticanus) にペトロの墓地があるとして教会をつくり、これがカトリック教会の本拠地バチカンとなった。326年には、エルサレムにコンスタンティヌス1世の母ヘレナを記念して聖墳墓教会が建立された。
ただし、コンスタンティヌス1世が洗礼をうけたのは、死去直前であった。

#### ローマからコンスタンティノープルへの遷都

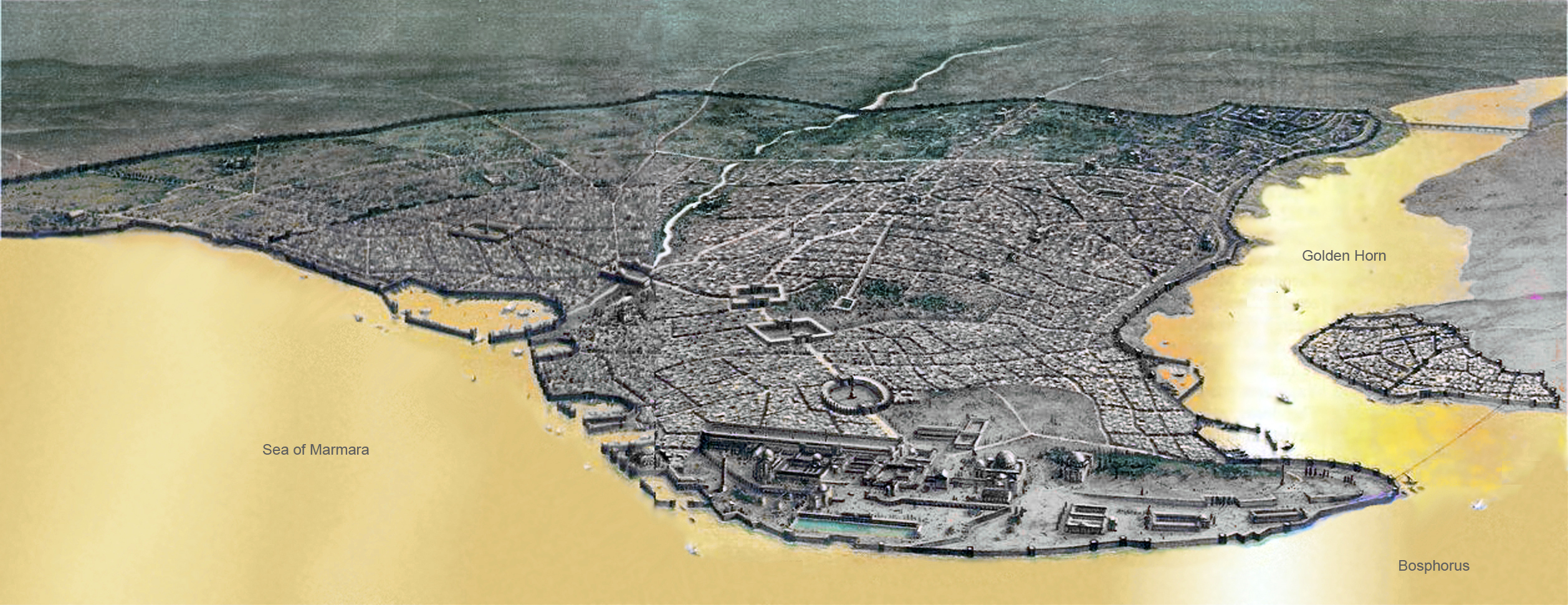
東ローマ帝国時代のコンスタンティノープル

皇帝コンスタンティヌス1世のキリスト教政策によってキリスト教は公認されたが、国家の教会化、あるいは教会の国家化であるとしてキリスト教にとって危険であるともいわれ、実際にその子コンスタンティウス2世は皇帝権から教会につよく干渉した。ローマ帝国の属州組織は教会組織の基礎となった。コンスタンティヌス1世はローマの宗教や典礼を重視せず、聖ペトロバジリカ(記念教会堂)を建設し、330年にはトラキアの東端の都市ビュザンティオンをコンスタンティノポリス（コンスタンティノープル）に改名してこれを首都とし、ローマから遷都し、大都市建設を始めた。この遷都によってコンスタンティノープル司教の地位もあがる一方で、ローマ司教は後退していった。
東への遷都は、コンスタンティヌス1世が若い時にディオクレティアヌス帝のニコメディア（現トルコ）宮廷に仕えたためとも、またガリアにいたコンスタンティヌス1世にとってローマはかつて首都があった土地というにすぎなかったし、またコンスタンティヌス1世がローマの元老院の反キリスト教的な空気を嫌ったためともいわれる。

### アフリカ教会・東西教会の分裂

#### ドナトゥス派とアフリカ教会の分裂
312年にカエキリアヌス（チェチリアヌス）がカルタゴ司教となったが、彼を叙任した司教はディオクレティアヌス帝の大迫害のときに聖書を提出して裏切りを行ったとして、ヌミディアの司教団が反対し，この叙任を無効として、313年のカルタゴ教会会議でマヨリヌス（マイオリヌス）対抗教皇を立てた。この運動はドナトゥス司教の見解が採択されたため、ドナトゥス主義またドナトゥス派と呼ばれる。マヨリヌス没後はドナトゥス対抗教皇を立てた。
コンスタンティヌス1世が、大迫害で破壊された教会を再建しようと献金をカエキリアヌス司教に知らせると、ドナトゥス派がこれに反発し、皇帝に決裁を求めた。コンスタンティヌス1世は仲裁をローマ司教ミルティアデスに依頼し、アルル司教、オータン司教、ケルン司教らとのローマ教会会議を開催した。しかし、この会議ではローマ司教ミルティアデスは、ドナトゥス派の訴えを棄却して、カエキリアヌス司教叙階を有効性があると決裁した。ドナトゥス派はこれに反発して、皇帝に控訴すると、皇帝はローマ教会会議の決裁を廃止し、314年にアルルで新たに会議を開かせた。これは皇帝によって開催された最初の教会会議であった。しかしアルル会議でもローマ会議決裁を是認したため、ドナトゥス派は過激化し、アフリカ教会は分裂した。ドナトゥス派とアフリカ教会の分裂は100年後も続き、ヒッポ司教アウグスティヌスによる和解も成功しなかった。
棄教聖職者の執行するサクラメント、洗礼は無効とするドナトゥス派は、ウァレリアヌス皇帝の迫害によって殉教したカルタゴ司教キプリアヌスの権威をかかげて、属州アフリカ、ヌミディア（チュニジア）で広まっていった。

#### 最初の公会議、ニカイア公会議とアリウス派
アレクサンドリア教会において司祭アリウスは、子なるイエスは父なる神と同質ではないとする唯一神教を説いて、神を唯一絶対として、キリストは神に従属する被造物として創造に関わったにすぎないと主張した。これに対して、アレクサンドロス司教は、キリストは神そのものと主張すると、アリウスはアレクサンドロス司教に対して、キリストが神の一様態としたサベリウス主義だと非難した。そこでアレクサンドロス司教はアリウス一派を破門した。破門されたアリウスたちは、シリア、小アジアの教会に支持を求めて、ニコメディア司教エウセビオス、カイサリア司教エウセビオス（同名だが違う人）などがアリウスを支持した。他方、オシウス、アンティオキアのエウスタティオスがアレクサンドロスを支持し、対立が拡大していった。
コンスタンティヌス皇帝は対応を迫られて325年に最初の公会議（全教会規模の会議）であるニカイア公会議を開催し、アラビア、パルミュラ、アルメニアなど、300人の各地の司教が集まった。
ニカイア公会議ではアレクサンドロスの主張が認められ、アリウス派が異端とされ、アレクサンドリア教会執事（のちにアレクサンドリア大司教）アタナシオスたちによって三位一体論に基づくニカイア信条が制定され、アリウス派を異端とした。ニカイア信条では「（キリストは）父から生まれた神の独り子にして、父の本質より生まれ、…父と同一本質（ホモウシオス）であって、天地の万物はすべて主によって創造された」と謳われた。このニカイア信条への署名を拒んだ二人の司教、そしてニコメディア司教エウセビオスらは追放処分とされた。
またニカイア公会議では、ローマ司教の権能が、アレクサンドリア司教にもアンティオキア司教にも認められて「総大司教職（パトリアルカ）」が承認され、これは帝国法令として全帝国に布告された。しかし、コンスタンティヌス1世のキリスト教政策に対してミルティアデスローマ司教もシルヴェステルローマ司教も賛同していなかった。ローマ司教シルヴェステルはニカイア公会議に参加せず、特使を派遣するにとどまった。ただし、総大司教職のなかでもローマ司教は第一位のままであった。
しかし、ニカイア公会議以降もアリウス一派は反攻し、皇帝に接近して、アリウスとニコメディア司教エウセビオスの追放を解かれ、反ニカイアが形成され、ニカイア信条はサベリウス主義であると非難した。328年からはアタナシオス司教をアリウス派への暴力と穀物輸送妨害の罪で告発し、335年にはアタナシオスを追放した。335年にはアリウスは死去したが、アリウス派は東方で勢いを保った。

#### アリウス派と東西教会分裂
337年、ニコメディアで皇帝コンスタンティヌス1世が死去すると、長男コンスタンティヌス2世がブリタニア・ガリア・イスパニアの帝国西方を統治したが、三男コンスタンス1世がイタリア半島、イリュリクム、ギリシア、北アフリカを支配し、ローマ帝国が三分割された。コンスタンスはミラノを首都とした。
ローマ市では伝統宗教が根強く、キリスト教への反抗が生じた。ローマ元老院は皇帝のキリスト教優遇に反発して、350年のマグネンティウスの反乱でコンスタンス皇帝を殺害した時には、マグネンティウスを支持した。
マグネンティウスは帝位につき、東方皇帝の次男コンスタンティウス2世と対立したが、351年にコンスタンティウス軍に敗れた。コンスタンティウス2世は357年に即位20周年記念式典を挙行して、ローマの反キリスト教派、反皇帝派をおさえつけようとしたが、元老院議員の反抗はその後も続いた。
第1ニカイア公会議で異端とされたアリウス派であったが、皇帝コンスタンティウス2世はアリウス派を支持した。使徒伝承を信仰するアレクサンドリア大司教アタナシオスは335年の追放のあと一時戻されていたが、339年に二度目の追放処分をうけて、ローマ教会に避難した。このときアンキィラ司教マルチェッロスも追放され、同じくローマに避難した。ローマ司教ユリウス1世は、ローマに避難してきたアタナシオスとマルチェッロスたちの信条を支持し、以後、ローマ教会は一貫してアタナシオスを支持し、アリウス派を異端とした。ローマ司教ユリウス1世は341年のローマ会議でアタナシオスとマルチェッロスを支持し、アリウス派を非難したため、アンティオキア等東方教会のアリウス派は激怒した。
343年のサルディカ宗教会議で東西合同会議は決裂し、東方司教はユリウス1世ら西方司教を破門し、西方司教も東方司教を破門したため、東西教会は対立した（381年の和解まで）。東西教会対立のため、西方教会の司教のみがサルディカ宗教会議を続行し、司教座の保持の適法性と判断権が認められ、ローマ司教の首位権（教皇権）が強化された。
アリウス派はニカイア信条に代わる信条を作成した。カイサリアのアカキオスはキリスト従属説に立って、「神と相似する（ホモイオス）とした。360年、アリウス派は東皇帝コンスタンティウス2世を動かして、コンスタンティノポリス会議を開いて、アリウス派信条を制定した。これによって、アタナシオスは三度目の追放処分を受けて、エジプトへ追放された。しかし、アタナシオスはエジプトの修道士アントニオスと交わり、味方につけた。この頃、コンスタンティノポリスに聖ソフィア大聖堂が建立された。
その後、ユリアヌス帝（在位：361年 - 363年)はギリシア文化に傾倒し、伝統宗教を復興させ、キリスト教教師を追放したが、ユリアヌスはペルシア遠征で戦死した。
後継のヨウィアヌス帝（在位：363年 - 364年）はアタナシオスの働きかけをうけてニカイア信条派を支持した。363年、ヨウィアヌスはシリアとトルコの国境にあるニシビスをペルシアサーサーン朝シャープール2世に割譲し退却したため、シリアのエフレムなどはエデッサに逃れた(シャンルウルファ#エデッサのキリスト教史)。

### 国教となったキリスト教

#### ローマ帝国におけるキリスト教の国教化
364年、帝国はウァレンティニアヌス1世（在位：364年 - 375年）は弟ウァレンスと共同統治され、ウァレンティニアヌス朝がはじまった。ウァレンティニアヌス1世皇帝は宗教の自由を宣言した。ローマ司教ダマススが対立司教ウルシヌスと争うと、ウァレンティニアヌス1世によって和解したが、その後も対立は続いた。
他方、ウァレンティニアヌス1世の弟ウァレンス共同皇帝（在位364年 - 378年）は、アリウス派を擁護し、アタナシオスを追放した。366年頃から状況は次第にアタナシオスに有利となり、アタナシオスはアレクサンドリア司教の座に戻り、三位一体の教義を固めた。378年の教会会議決議の承認をウァレンス皇帝に求めると、皇帝は教会の自由な司教選挙権利と、教会法廷の権限を承認した。これによって司教による判決に対して、世俗権力による執行が確約された。しかし、375年以降のフン族侵入によって、フン族は黒海北岸にいた東ゴート族を服属させ、ゲルマン民族の大移動が開始されると、376年にはゴート族がドナウ川を突破しローマ帝国領内に侵入を開始し、 ゴート戦争がはじまっていた。378年、ローマ皇帝ウァレンスがハドリアノポリスの戦いでゴート族に敗れ戦死した。以後トラキアはゴート族が支配した。
ウァレンスが死んだあと、ウァレンティニアヌス1世の息子のグラティアヌス（在位：375年 - 383年）とウァレンティニアヌス2世兄弟が西ローマ帝国の統治者となった。

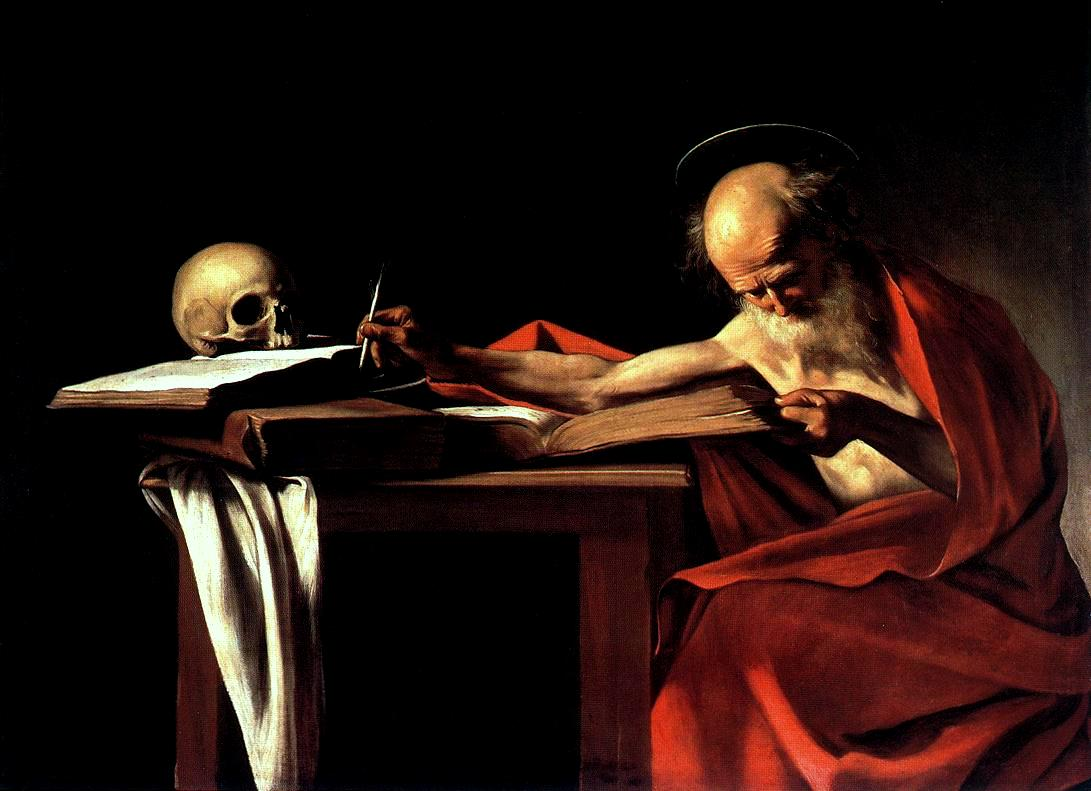
カラヴァッジオ作「聖ヒエロニムス」（ボルゲーゼ美術館)

379年、グラティアヌス帝（在位：375年 - 383年）はテオドシウス（在位：379年 - 395年）を東ローマ帝国の共同皇帝に任命した。このテオドシウス皇帝はカトリックの強力な支持者となり、380年の勅令によってテオドシウス1世はカトリックのニカイア信条を正統とし、アリウス派のコンスタンティノポリス司教デモフィロスを追放し、カトリックのナジアンゾスのグレゴリオスを後任とした。380年2月28日、西ローマ帝国のグラティアヌス皇帝と東ローマ帝国のテオドシウス1世は勅令でキリスト教を国教とし、ローマ帝国市民にキリスト教を義務づけた。こうして東方教会では皇帝優位主義の下のビザンティン帝国教会を決定し、これに対して西方教会は帝国教会主義に対して教会の自由を擁護した。この頃、キリスト教教義の解釈について、東のギリシア語と西のラテン語との間で神の本質と位格について、東西教会はともに相手に異端の疑いがあるとしていたが、東西の解釈を一致させるために、東のカッパドキアのバシレイオスと西のヒラリウスが働いた。
381年の第1コンスタンティノポリス公会議ではアリウス派を排斥し、キリストを「あらゆる世に先立って父より生れ」、聖霊は「父から出て、父と子とともに礼拝され、崇められ」と付け加えて三位一体論を固め、ニカイア・コンスタンティノポリス信条を採択した。また、アポリナリオス主義を排斥した。この公会議によって、コンスタンティノープル司教がローマ司教に次ぐ第二の地位を得た。さらに、当時総大司教区は帝国文化州に対応しており、アレクサンドリア司教区はエジプト、アンティオキア司教区は大シリア・シチリア・キプロス、ローマ司教区は西ヨーロッパを管轄し、コンスタンティノープル司教はギリシアとバルカンを組み入れていたが、皇帝はコンスタンティノープル司教にポントゥス、アジア、トラキアを総大司教区として与えた。コンスタンティノープル司教の地位を上昇させた第1コンスタンティノポリス公会議の決定にローマ司教は反対した。全教会におけるローマ司教の普遍的首位権はクレメンス時代から保持されてきたが、コンスタンティノープル司教の権力が強くなるにつれ、ローマ司教は使徒ペトロス権能を強調するようになった。しかし、ローマ司教の権能は中部イタリアでは強かったが、アフリカやイスパニアでは弱かった。
382年、グラティアヌス帝は、ミラノ司教アムブロシウスの勧めによって、ローマ元老院議場に設置されていたローマ神話の勝利の女神ウィクトリア像を撤去した。この像は、以前もコンスタンティウス2世によって撤去されたが、反キリスト教の議員によって復帰されていた
。その後フランク人のアルボガステス将軍の傀儡だった対立皇帝エウゲニウスがウィクトリア像を戻したが撤去され、さらにホノリウス皇帝（在位：393年 - 423年）時代にヴァンダル族の将軍スティリコがまた戻したが、その後ついに廃棄された。また、グラティアヌス帝はアタナシオス派を支持して、アリウス派を追放した。
グラティアヌス帝は皇帝が兼ねてきた称号であった最高神官職(ポンティフェクス・マクシムス)を取りやめた。しかし、383年、グラティアヌス帝はブリタニア総督マクシムスの反乱でガリアに戦死した。ウァレンティニアヌス2世が東ローマへ逃げると、マクシムスは数年間イタリアを支配したが、フランク人将軍アルボガストが388年にマクシムスを殺害した。
テオドシウス帝はギリシア・ローマの神々の礼拝を禁止し、神殿の破壊を命じた。同時期にローマ教皇ダマスス1世の命でヒエロニムスが聖書のラテン語訳に着手し、ウルガタ（標準ラテン語訳聖書）は405年頃に完成した。

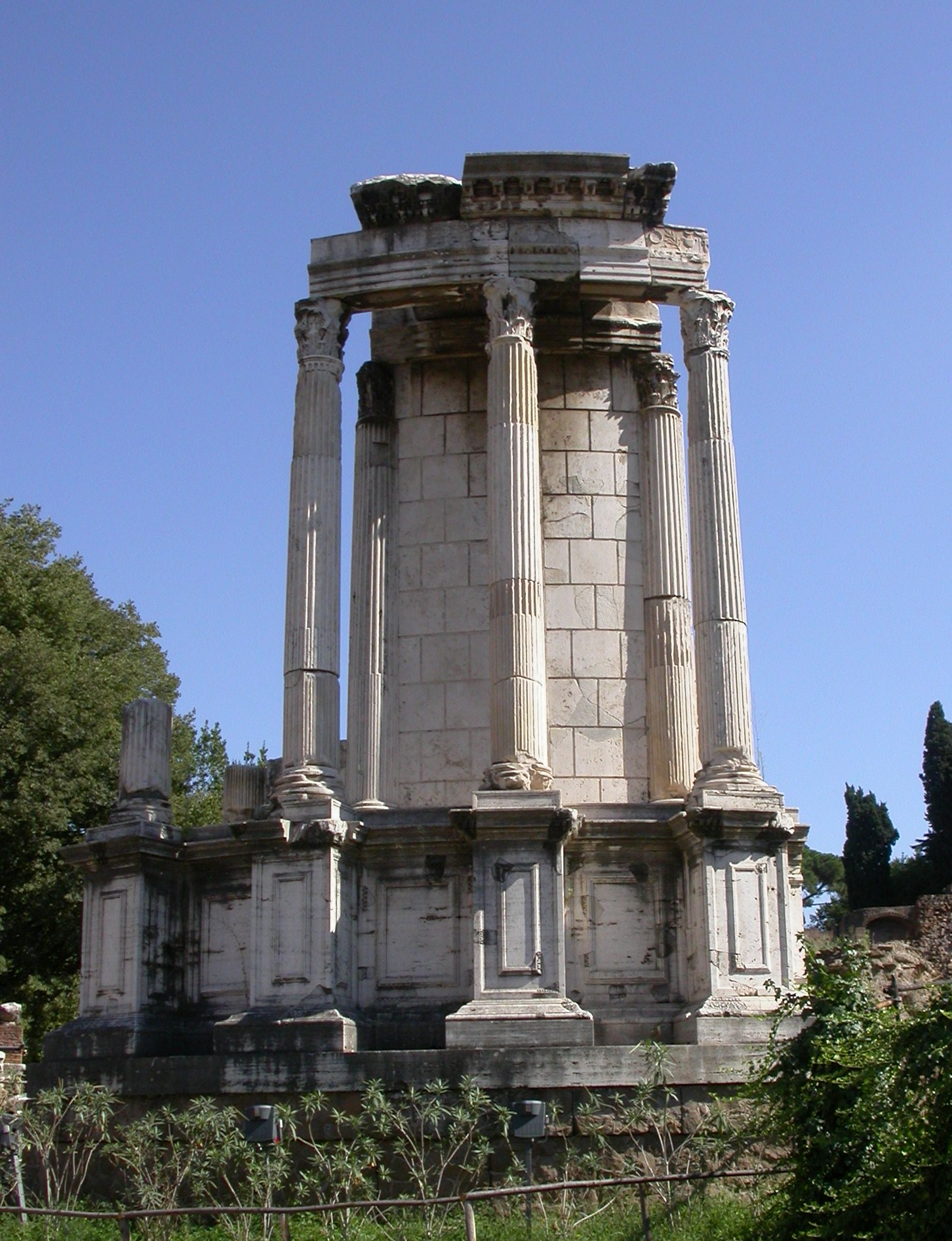
フォロ・ロマーノにあったウェスタ神殿

388年、テオドシウス1世はカトリックのみを唯一の公式宗教（国教）に定め、392年には、ギリシア・ローマの神々などすべての異教(多神教）の礼拝を禁止した。紀元前8世紀のヌマ・ポンピリウス王の時代から燃やされ続けたウェスタ神殿の火は消され、ウェスタの処女聖職者団は解散された。こうしてローマ帝国はキリスト教が浸透し、週７曜制として日曜日を主日とし、教会は都市の目立つ存在となり、荘厳な礼典が整備されていき、司教の権威が社会に認められていっただけでなく、ミラノ司教アンブロジウスはテオドシウス帝のユダヤ教シナゴーグ焼き討ち賠償令を撤回させたり、また390年のテッサロニキ処刑について皇帝に懺悔をさせるほどに権力を持つようになっていた。
ウァレンティアヌス2世が392年に死亡、さらにテオドシウスが394年の西征でエウゲニウスを倒すと、ローマ帝国最後の東西統一となった。
395年にテオドシウス1世が死去し、東ローマ帝国をアルカディウス帝が、西ローマ帝国をホノリウス帝が継承したが、これ以降ローマ帝国が統一されることはなかった。

#### 帝国外のキリスト教の国教化
上節で述べたようにローマ帝国でキリスト教が国教化したのは388年であるが、それより前に帝国外ではアルメニア王国、コーカサス・イベリア（グルジア）、エチオピアのアクスム王国などキリスト教を国教とした国家が存在した。また、帝国の外への伝道もすすんで、3世紀末にはペルシアのクテシフォンに教会ができたが、シャープール2世に迫害された。410年にはセレウケイア(現イラク)で会議が開催されるほど組織されていた。カスピ海沿岸、カフカースへも伝道が企てられた。

##### アルメニア
3世紀末からアルメニア王国において啓蒙者グレゴリオスが伝道した。303年頃にはグレゴリオスがアルメニア王国のチリダテス3世を改宗させ、キリスト教をアルメニアの国教とした。5世紀にアルメニア文字ができると、聖書のアルメニア語訳もできた。

##### グルジア
337年頃、聖ニノの伝道によってコーカサス・イベリア（グルジア）がキリスト教を国教とする（グルジア正教会）。

##### エチオピア
アフリカのアビシニア（現エチオピア)のアクスム王国では、フルメンティ（ティルスのフルメンティウス）とアイデシオスがキリスト教を伝道した。フルメンティは一時ローマ帝国に帰国して、アタナシオスによって司教に叙階されている。フルメンティの伝道によってアクスム国王エザナ（在位303年 - 356年）はキリスト教に改宗し、キリスト教は国教となり、これはエチオピア正教として発展していった。

## ローマ帝国分裂とゲルマン諸部族の勃興

### ゴート諸民族の侵入

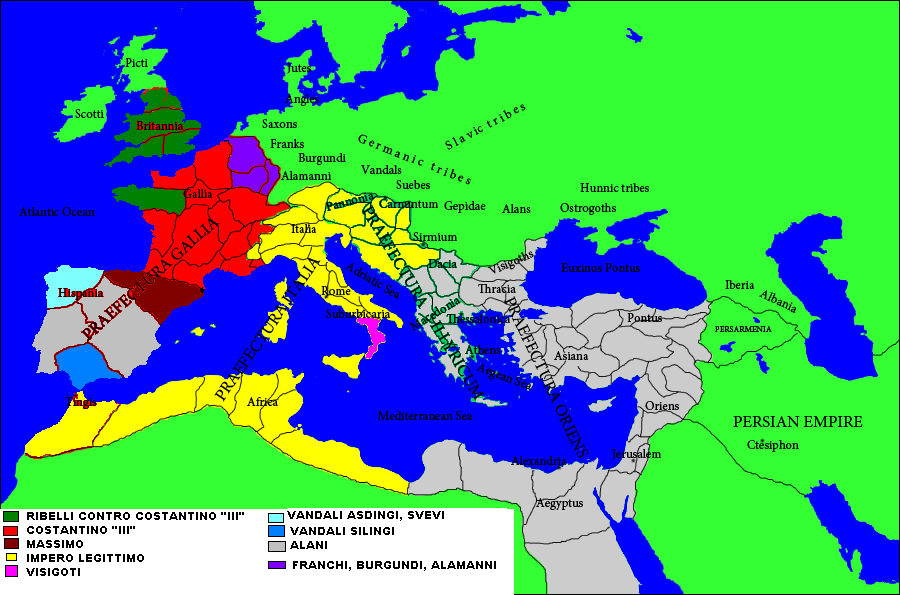
410年頃のヨーロッパ
黄：西ローマ帝国
灰：東ローマ帝国
赤：ガリア
紫：フランク人、ブルグント族、アレマン人
青：ヴァンダル・シリンジイ族
水色：スエビ族、ヴァンダル・ハスディンジイ族
灰（イベリア）：アラン族

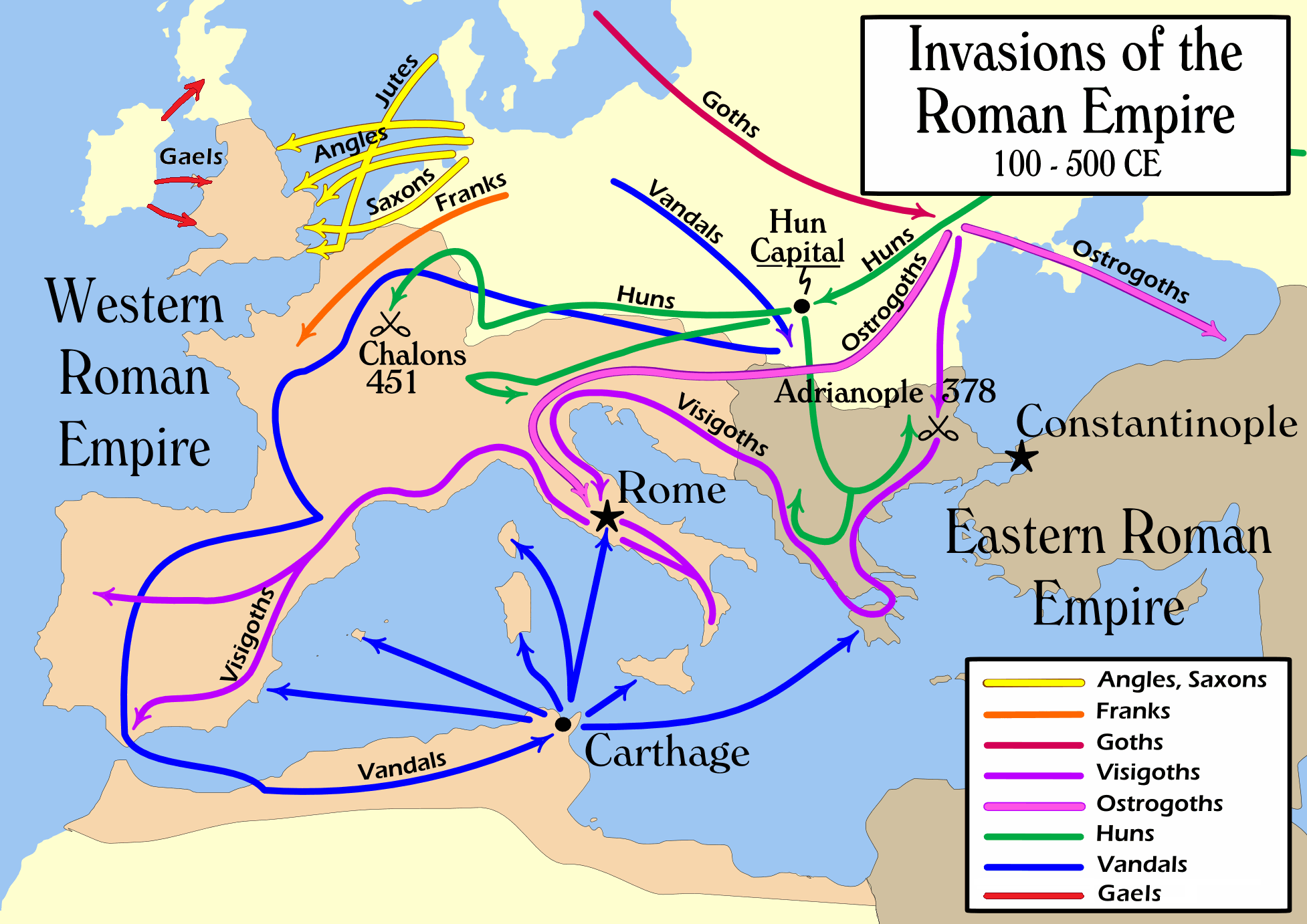
各部族によるローマ帝国への侵入経路。100-500年
黄：アングル人、サクソン人
橙：フランク人
赤：ゴート人
紫：西ゴート族
桃：東ゴート族
緑：フン族
青：ヴァンダル族

ゲルマン人のなかでゴート人はヨーロッパの端から端まで移動した唯一の部族であり、ローマ帝国の外にいる蛮族世界のリーダーといえる存在だった。ゴート人はもともとスカンジナビアにいたが、大陸に渡り、二つのグループに別れた。第一の集団はウクライナ、南ロシアに移動して、アマル系ゴート人、のちの東ゴート族となった。第二の集団はドナウ川下流から黒海方面に移動して、バルト系またはテルヴィンギ系ゴート族、のちの西ゴート族となった。ローマ帝国のコンスタンティヌス帝は、ゴート人に建国を許可し、同盟を結んだ。
しかし、中央アジアから遊牧騎馬民族のフン族が375年にウクライナに到来すると、東ゴート族やアラン族が服従し、ゲルマン民族の大移動が開始された。376年には西ゴート族がフン族から黒海を追われ、ドナウ川を突破しローマ帝国領内に侵入を開始した。これ以降の西ゴート族とローマ帝国との紛争をゴート戦争ともいう。西ゴート族ではゴート人司教ウルフィラによってアリウス派キリスト教に改宗していたこともあり、ローマ帝国は同じキリスト教国家としてトラキアへの定住を許可した。この時に、蛮族は長城の外に留めおくという帝国の大原則が崩れた。

### 西ゴート王国（南ガリア・イベリア）
378年、ローマ商人の振る舞いをきっけに西ゴート人が反乱を起こして、鎮圧に向かった東ローマ皇帝ウァレンスがハドリアノポリスの戦いで西ゴートに敗れ戦死し、帝国と蛮族の力関係が完全に逆転することとなった。
東ローマ共同皇帝テオドシウス1世は西ゴート族をフォエデラートゥス(帝国の同盟者）としてトラキアへの定住を許可した。この頃、東西ローマ帝国は激しく敵対しており、西ゴートのアラリックは西ローマの帝位簒奪者エウゲニウスと東皇帝テオドシウスとのフリギドゥスの戦い(394年）でテオドシウスを支援した。
西ゴート族のアラリックはギリシア、イタリア、ローマへ侵略した。アラリックはコンスタンティノープルを攻撃したのちギリシャ中部のテッサリアに落ち着いた。西ローマ帝国将軍スティリコがアラリック鎮圧に向かったが、これを東帝国は西ローマによるイリュリクム領土簒奪の動向であると警戒し、スティリコに退去を命じた。東帝国は西ゴート軍を南ギリシアに向かわせ、396年アテネが陥落し、コリントスが破壊され、ペロポネソス半島が略奪された。西ゴート軍はその後イタリアに向かった。
5世紀には、フン族のアッティラがガリア、北イタリアを冒し、ゴート族、ヴァンダル族、ブルグント族、ランゴバルド人などゲルマン諸民族が西ヨーロッパを占拠していったため、西ローマ帝国はイタリアだけが残されていた。しかし、410年には西ゴート族のアラリック1世がローマ掠奪を行い、首都ではなかったが栄えた都市であったローマは荒らされ、テオドシウス1世の娘ガッラ・プラキディアは西ゴート族の人質として連行された。アラリックは北アフリカを目指したが410年に南イタリアのカラブリアで没した。その義弟アタウルフはガリアのアキテーヌに定着し、人質のガラ・プラキディアと結婚式をあげて、ローマとの和解を演じたが、翌年にアタウルフは暗殺された。
ガリアからイベリアに向かったスエビ族は411年にガリシアにスエビ王国（ガリシア王国）を建国した。
415年、ワリアは、南ガリアのトゥールーズに西ゴート王国を建国し、これがローマ帝国領内でゲルマン人が最初につくった王国であった。西ゴート族の侵入を避けて、西ローマ皇帝ホノリウスはミラノからラヴェンナへ遷都したが、そこでもゲルマン将軍のリキメルやオレステスが実権を握っていくようになった。418年、西ローマ帝国ホノリウス皇帝は西ゴート族にガリア・アクィタニアやノウェンポプラナ、ガリア・ナルボネンシスに定住を許可した。
その後西ゴート王国は507年にクローヴィスのフランク族に敗れて、南ガリアからイベリア半島のトレドに移った。西ゴート王国は、531年にも再び敗れガリアの領地のほとんどを失った。

### ゲルマン諸民族とキリスト教
ゴート人への伝道は3世紀末から4世紀にかけて、小アジアで連れ去られたキリスト教徒によって着手された。350年にはウルフィラスがコンスタンティノープルに来て、アリウス派にふれ、初のゴート人司教に叙階された。ウルフィラスはゴート文字による聖書翻訳を行い、その弟子たちによってゴート人、ヴァンダル人にはアリウス派が受け入れられていった。
ブリテン島にはローマ・カトリック教会が生まれていたが、410年に西ローマ帝国が属州ブリタニアを放棄してからは、6世紀に伝道が再開されるまで教会はほぼ消滅した。しかし、アイルランドではケルト人司教パトリキウス（387年？ - 461年）が宣教した。
ガリアではローマ・カトリック教会が生まれており、西ローマ帝国の弱体化によって教会が社会を支えるようになった。元老院議員シドニウス・アポリナリスはキリスト教徒であり、ローマ市長官をつとめてクレルモン司教となり、ゴート人と戦った。

### ヴァンダル王国 (カルタゴ)
ガイセリック率いる18万人のゲルマン系ヴァンダル族は2500艘の船でジブラルタル海峡を越えて北アフリカに上陸し、ローマ都市を一つ一つ制圧しながら東進して、435年に首都カルタゴを制圧してヴァンダル王国を建国した。
ヴァンダル王国はシチリア島、サルデニア島、コルシカ島、バレアレス諸島を征服して、地中海を制圧した。ヴァンダル王国ではキリスト教は迫害され、カルタゴ司教座は24年間空位となった。455年にはローマを略奪し、西ローマ帝国の衰亡が決定的になった。ヴァンダル王国は468年には東ローマ帝国海軍を破り、477年、東ローマ帝国はヴァンダル王国を正式の国家として承認した。ガイセリックの息子フネリックはキリスト教を迫害した。

### ブリタンニア（ブリテン島）
グレートブリテン島はローマ帝国の属州ブリタンニアとして支配されていたが、アイルランド人やサクソン人の反乱、そしてイタリアやガリアなどへのゲルマン人侵入によって、ホノリウス皇帝は410年に属州ブリタンニアを引き上げた。ブリテン島ではその後ケルト民族ブリトン人が支配していたが、5世紀半ばになると北海沿岸のサクソン人、アングル人、ジュート人などのゲルマン民族がブリテン島に上陸した。ケルト人とローマ人の血を引いたブリトン貴族アルトゥリウスはサクソン人を迎え撃ち、このアルトゥリウスがアーサー王のモデルといわれる。やがて6世紀にアングロ・サクソン人による七王国（ヘプターキー）が誕生した。

### フン族・アッティラ
452年アッティラ率いるフン族がガリア、北イタリアに進攻した。マントヴァにてアッティラとローマ教皇レオ1世が会見し、アッティラをローマから撤退させる。フン族は東ローマを攻撃したが、東皇帝テオドシウス2世(在位408‐450年)は賠償金をフン族に払ってかろうじて帝国を守った。
453年にフン族のアッティラが死ぬと、内紛で弱体化したところにゲピド族に敗北してフン帝国は瓦解した。

### 東ゴート族
フン帝国が消滅したあと、東ゴート族はローマ帝国の同盟部族となり、パンノニア（ハンガリー）への定住を許されたが、土地が貧しく、反乱と略奪を繰り返すようになった。東ゴート族はダキア、マケドニアに侵入し、帝国からマケドニア属州も与えられた。のちにテオドリックが出て、東ローマ軍最高司令官、執政官となり、東ゴート王国を建国する。

### サーサーン朝ペルシアとローマ帝国
3世紀からローマ帝国はサーサーン朝ペルシアとは衝突を繰り返してきた。ペルシア王シャープール1世とゴルディアヌス3世とのシリア・メソポタミア戦争(242年 - 260年)では皇帝ウァレリアヌスが捕虜となり行方不明となった。その後、ペルシア王シャープール2世とローマ皇帝コンスタンティウス2世・ユリアヌスとの戦い(344年-363年)、ペルシア王バハラーム5世・ヤズデギルド2世とテオドシウス朝との戦争（422-450)が起こった。

### ローマ帝国の東西分裂
西ローマ帝国皇帝ウァレンティニアヌス3世（在位：424年 - 455年）はゲルマン民族の割拠に対して無策で、アフリカ属州、ブリタンニア、イスパニア、ガリアの大部分、シチリア島を失ったあと、暗殺された。
457年、東方帝マルキアヌスが死ぬとテオドシウス朝が断絶して、東西帝室は血縁関係もなくなり、東西分離が決定的になった。

## 正統と異端

キリスト教諸教派の樹形図。

キリスト教の歴史を通じて公会議などで、教義について正統教義と正統とは認められないキリスト教における異端教義とが区別されて排斥され、異端派が正統教会から離反して独立してキリスト教諸教派が形成されていった。のちの1054年の大シスマ（分裂）では、西ヨーロッパのローマ教会を中心とするカトリック教会と、東方の正教会(ギリシャ正教)とに分裂した。
初期キリスト教から2世紀にかけて、キリスト教の教義について何度も論争が繰り返され、マルキオンやモンタノス、またサベリウスが異端とされ、同時にローマ司教の教会における優位性が主張された。また、迫害で一度棄教した者の処遇をめぐってノウァティアヌスが対立教皇となった。343年のアリウス派を巡っての東西教会分裂は、381年の第1コンスタンティノポリス公会議で三位一体が採択され、アリウス派が異端とされたほか、唯一神論のモナルキア主義、サベリウス主義、天父受苦説、養子論に似たキリスト人間説、および、キリストにおいては人間の霊性・ヌース（プネウマ）のかわりに神の霊（ロゴス）が宿っており、キリストは完全な神ではあるが、完全な人ではないとしたアポリナリオス主義などは異端とされた。

### ドナトゥス派
5世紀初頭には カルタゴ教会会議でドナトゥス派やペラギウス主義が断罪された。
431年のエフェソス公会議では、ペラギウスとネストリウスを異端とする。
ローマ司教レオ1世（在位：440年 - 461年)は、アルル大司教ヒラリウスに対して、西皇帝ウァレンティニアヌス3世にローマ総大司教座の首位権を確認させた。レオ1世は448年、コンスタンティノープル総主教フラヴィアノス宛の手紙(レオの教書)でイエスは神性と人性の二つの本性を持つという両性論を表明し、エウテュケスの単性論を反駁した。エウテュケスは448年の主教会議で罷免された後、449年のエフェソス盗賊会議で復権されたが、カルケドン公会議で再び取り消された。

### カルケドン公会議
東ローマ皇帝マルキアヌスによって招集された451年のカルケドン公会議では、キリストが神性と人性を持つ両性説が採択され、キリストは唯一の位格とする単性説が異端とされた。カルケドン公会議の採択によって、合性論（正統派とされた側からは単性説の一種と見なされたが、合性論派はそれを不服とする）の立場のコプト正教会、アルメニア使徒教会が分立する。シリアのアンティオキア総主教庁の合性論者も分立して、シリア正教会となった。分立した教会は非カルケドン派正教会と呼ばれる。
その後、553年の#第2コンスタンティノポリス公会議でもカルケドン公会議は確認された。

## 西ローマ帝国の滅亡と東ゴート王国

### オレステスとオドアケルによるクーデター
473年、グリケリウスはブルグント族の力で西ローマ皇帝に即位したが、東ローマ皇帝レオ1世はネポスを派兵し、ネポスは西皇帝となった。
パンノニア(現ハンガリー)のオレステスはフン族のアッティラの書記として仕え、アッティラの死後は西ローマ帝国に仕え、ネポス西皇帝はオレステスに軍司令官の地位を与えた。しかし、オレステスはネポス西皇帝と帝権争いを開始し、オレステスはゲルマン傭兵を率いて475年にラベンナを占領してネポスは追放され、オレステスは息子のロムルスをローマ皇帝とした。しかし、ゲルマン傭兵がオレステスにイタリア割譲を要求すると、オレステスは拒否したため、ゲルマン傭兵部将のオドアケルは、オレステスを殺し、オレステスの息子のロムルス皇帝も廃位した。ロムルスはダルマティアのスパラトゥムで暗殺された。このオドアケルのクーデターをもって、西ローマ帝国が滅亡した。
オドアケルは、東ローマ皇帝ゼノンからパトリキ爵位を受けて、事実上のイタリア王となり、ダルマチア (現クロアチア) 、ルジ (現オーストリア) を制圧したが、やがてゼノン皇帝と対立した。

### 東ゴート王国 (イタリア）

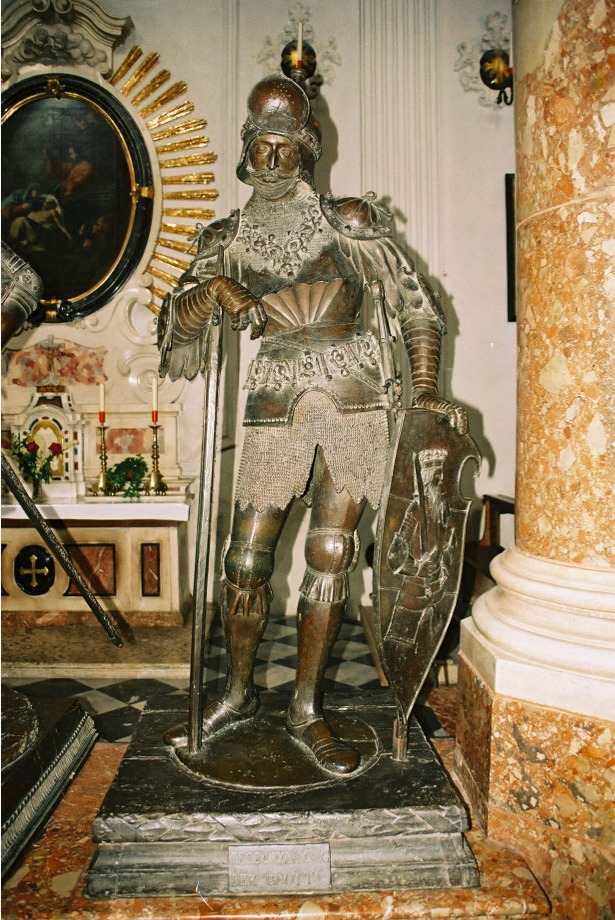
テオドリック像。

ゼノン皇帝は、人質としてコンスタンティノープルに18歳まで過ごした東ゴート族王家のテオドリックを東ローマ軍最高司令官、続いて執政官に任命し、さらに485年に皇帝家の養子として皇帝家の象徴である添名のフラウィウス（Flavius)を名乗ることを許し、オドアケルを討伐するためにイタリアへ派遣した。テオドリックはイゾンツォの戦いで勝利し、493年にオドアケルを殺すと、テオドリックは東ローマ帝国に戻らずに、そのままイタリアの支配者となり、ラヴェンナを首都とする東ゴート王国を建国した。東ローマ帝国にとっても、東ゴート族が西にいることは、東ゴート族の脅威から解放されることでもあった。
こうして東ゴート族は東ローマ帝国に臣従する形でイタリアの支配民族となった。ただし、その数は10万ほどでイタリア総人口の2％にも満たなかった。テオドリック王は、ローマ文人を起用したり、帝国の既存の制度を尊重した。テオドリック王率いる東ゴート族はアリウス派キリスト教徒であったが、宗教寛容政策をとって、ローマカトリックとの友好関係に努力し、カトリック貴族のボエティウスも王に仕え、テオドリック王の善政は30年ほど続き、535年に東ローマ皇帝ユスティヌスによって東ゴート王国が滅ぼされるまでイタリアは安定した。

## ビザンツ帝国 (東ローマ帝国)

### ユスティニアヌス1世による帝国再建とヴァンダル王国・東ゴート王国の滅亡

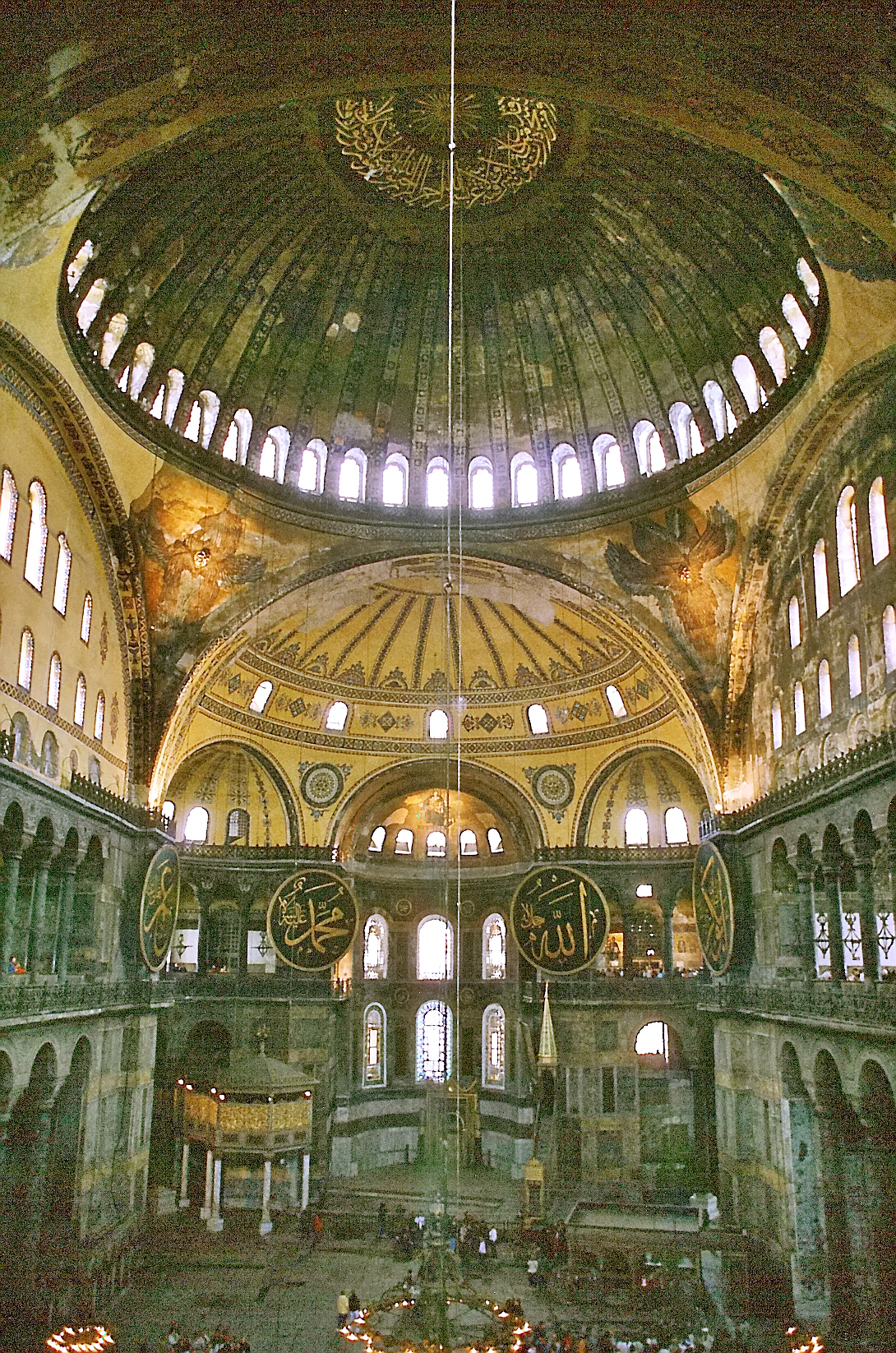
アヤソフィア大聖堂の内部

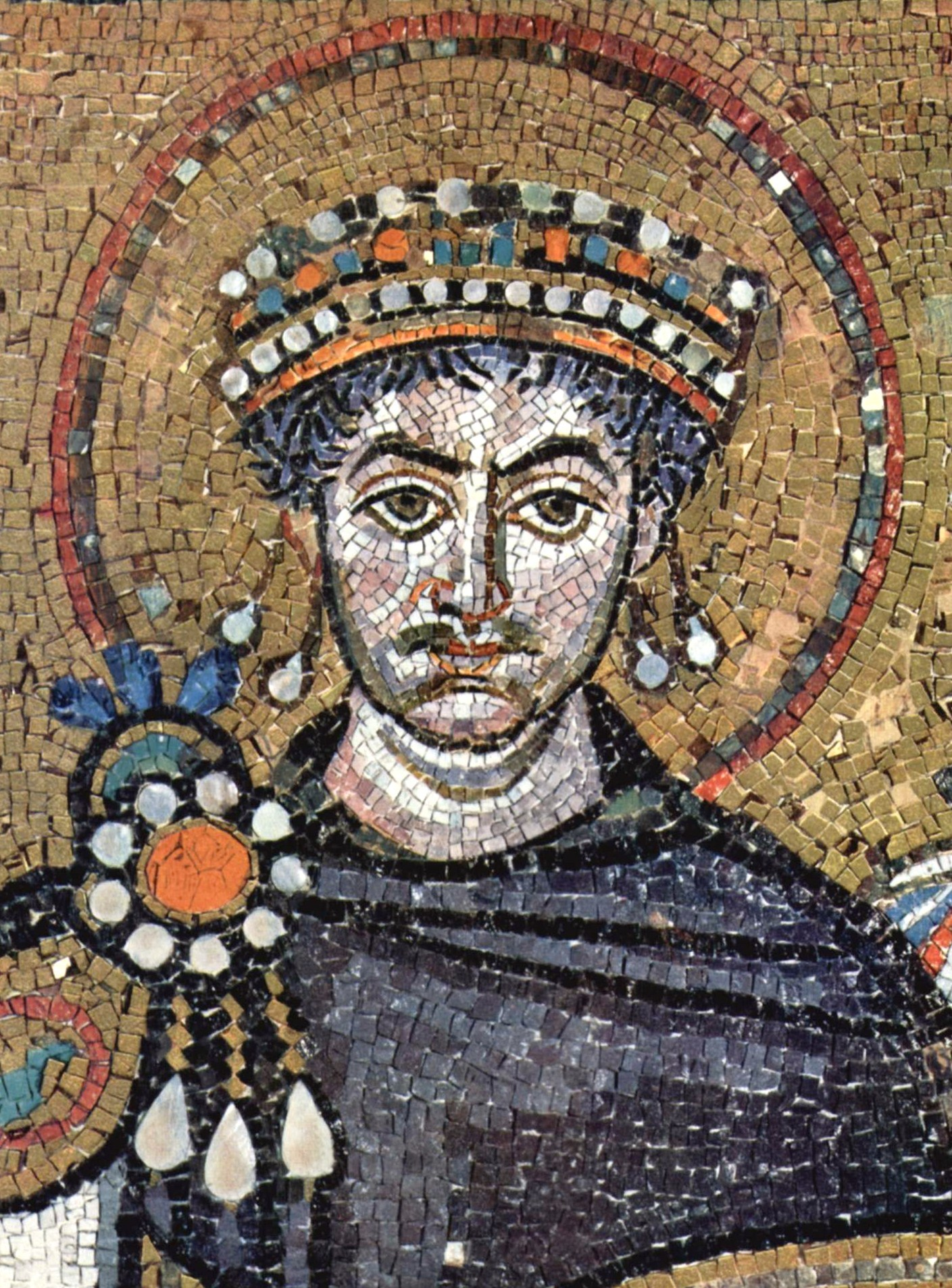
ユスティニアヌス1世のモザイク画（ラヴェンナ・サン・ヴィターレ聖堂

西ローマ帝国が滅亡してから、ローマ帝国は東ローマ帝国において継承され、東ローマ帝国は自らを「ローマ人」「ローマ帝国」と称した。しかし、この東ローマ帝国は、キリスト教を国教とし、さらにギリシャ人を主要な構成民族とし、ギリシャ語を日常語・公用語とした点で、古代ローマ帝国とは異なる国家であり、「ビザンツ帝国」と呼ばれる。「ビザンツ」はコンスタンティノポリスの旧称ビュザンティオンによる。
東ローマ帝国はアナスタシウス1世皇帝（在位：491年 - 518年）が財政改革に成功し、国庫が豊かになった。ローマ教皇ジェラシウスはアナスタシウス1世への手紙で、司教の権能と皇帝の権能とでは、司教の権能が神の審判において責任が重く、また国家の権能と教会の権能は互いに混同してもならないし、分離してもならないという後世両剣論とよばれる二重権能論を展開した。
ユスティニアヌス1世皇帝（在位：527年 - 565年）は旧帝国領のイタリアと北アフリカを奪回をはかった。ユスティニアヌス1世の時代には、皇帝権力の独裁化がすすみ、ニカの乱で破壊された東方教会の総本山アヤソフィア（聖ソフィア教会)が再建され、また『ローマ法大全』を編纂した。ユスティニアヌスは新しい法をギリシャ語で発布するなど、ビザンツ化がすすんで、帝国のビザンツ化がほぼ完成した。
533年、北アフリカのヴァンダル王国に政変が発生して東ローマに反抗的なゲリメルが即位すると、ユスティニアヌス1世はベリサリウス将軍を送り出した。このヴァンダル戦争で東ローマは勝利し、ヴァンダル王国は滅亡して、北アフリカにおけるローマ帝国の支配が再建された。
東ゴート王国に対しては、518年頃よりユスティニアヌス1世の前帝ユスティヌス1世（在位：518年 - 527年）がローマ教皇との関係を調整するとアリウス派弾圧をはじめ、さらにフランク王国と同盟して東ゴート王国を包囲するようになった。テオドリックは貴族アルビヌス、ボエティウス、シンマックスも反逆の罪で処刑し、さらに教皇ヨハネス1世を獄死させた。東ゴート王国がテオドリック死後の内紛で混乱すると、ユスティニアヌス1世は遠征を開始して535年のゴート戦争で勝利し、首都ラベンナは陥落してベリサリウス将軍によって東ゴート王国の消滅が宣言された。その後、再起した東ゴートのトーティラ王がローマを占領略奪するなど戦争が継続したが、552年、東ローマ軍に惨敗した東ゴート残軍はイタリアの外へ去っていった。さらにユスティニアヌス1世は西ゴート王国の内紛に乗じてイベリア半島東南部の征服にも成功した。
ユスティニアヌスはキリスト教を唯一の宗教とし、ペイガニズムを禁止した。小アジア、ドン川流域のヘルリ族、フン族、カフカスアブハジア族、タザニ族はキリスト教に改宗させられた。550年、エジプト南部のイシス女神を祀るフィラエ神殿は閉鎖された。

### サーサーン朝と東ローマ
3世紀からローマ帝国はサーサーン朝ペルシアとは衝突を繰り返してきた。ペルシア王シャープール1世とゴルディアヌス3世とのシリア・メソポタミア戦争(242年 - 260年)では皇帝ウァレリアヌスが捕虜となり行方不明となった。その後、ペルシア王シャープール2世とローマ皇帝コンスタンティウス2世・ユリアヌスとの戦い(344年-363年)、ペルシア王バハラーム5世・ヤズデギルド2世とテオドシウス朝との戦争（422-450)が起こった。
ユスティニアヌス1世は西ヨーロッパの再征服のためにサーサーン朝ペルシアと532年から562年の平和条約を締結していたが、これは貢納金をペルシアに支払ってのものだった。ユスティヌス2世は572年、貢納金支払いを停止し、再びペルシアとの戦争が始まった。しかし、同時期にバルカン半島にはアヴァール人とスラヴ人が侵入してきた。
マウリキウス皇帝（在位：582年 - 602年）は係争地のアルメニアをペルシアに割譲して停戦させ、さらにアヴァール人とスラヴ人をドナウの北へ追い返した。しかし、不満を持った軍部はケントゥリオ(百人隊長)フォカスを皇帝へと押し立ててマウリキウスを処刑した。ペルシアとの戦争は継続し、ビザンツ軍は惨敗を続けた。このフォカスの時代は混乱がひどく、恐怖政治が展開され、ビザンツの暗黒時代と呼ばれる。
610年、カルタゴのヘラクレイオスがフォカスを打倒して、ローマ皇帝に即位した（在位：610年 - 641年）となった。しかし、613年のペルシアとの戦争で敗れて、シリアが陥落し、翌年にはエルサレムも陥落した。626年、ペルシアはアヴァール人とスラブ人と同盟を組んでコンスタンティノープルを包囲したが持ちこたえ、都を離れて転戦していたヘラクレイオスは627年にペルシアの奥深くに侵攻し、翌年にペルシアの都クテシフォンに迫って、ペルシアは全面降伏した。こうしてヘラクレイオスは、東ローマ帝国領のシリア・エジプト・エルサレムへ侵攻したサーサーン朝ペルシアとの東ローマ・サーサーン戦争 (602年-628年)に勝利し、領土を奪回した。

### 第2コンスタンティノポリス公会議
シリアやエジプトに広まる単性論はカルケドン公会議(451年)で異端とされていたが、皇帝ゼノンとアナスタシウス1世は単性論を容認していた。しかし、ユスティニアヌス1世は553年の第2コンスタンティノポリス公会議において、カルケドン教義(451年)を確認して単性論を異端とし、ニカイア・コンスタンティノポリス信条を正統とした。ユスティニアヌス1世は543年の三章勅令および第2コンスタンティノポリス公会議において、モプスエスティアのテオドロスの著作、キュロスのテオドレトスによるアレクサンドリアのキュリロスに対する反駁(単性論に反駁)、エデッサのイヴァスによるテオドロス賞賛の手紙の三章書をネストリオス派の元凶となった廉で異端とし、三章書論争にも終止符がつけられた。西方教会は単性論を正統とするためにローマ教皇ウィギリウスを派遣したが、ウィギリウスは皇帝からの説得で三章書への批判をはじめたため、三章書を支持する西方教会は教皇を破門し、ミラノ教会とアクイレイア教会はローマ教会から離反した。アクイレイア教会はアクイレイア総大司教パウリヌス1世によって独立した。単性論はその後も生き続けて、7世紀には単意論が起こったが、681年の第3コンスタンティノポリス公会議で異端とされた。

## ゲルマン諸王国とキリスト教

### フランク王国・ブルグント王国のカトリック改宗

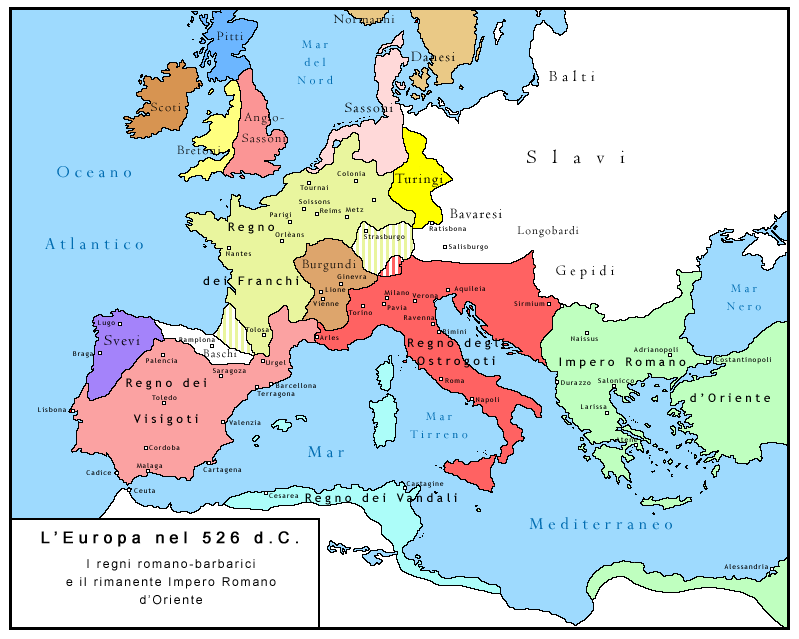
526年時点のヨーロッパ

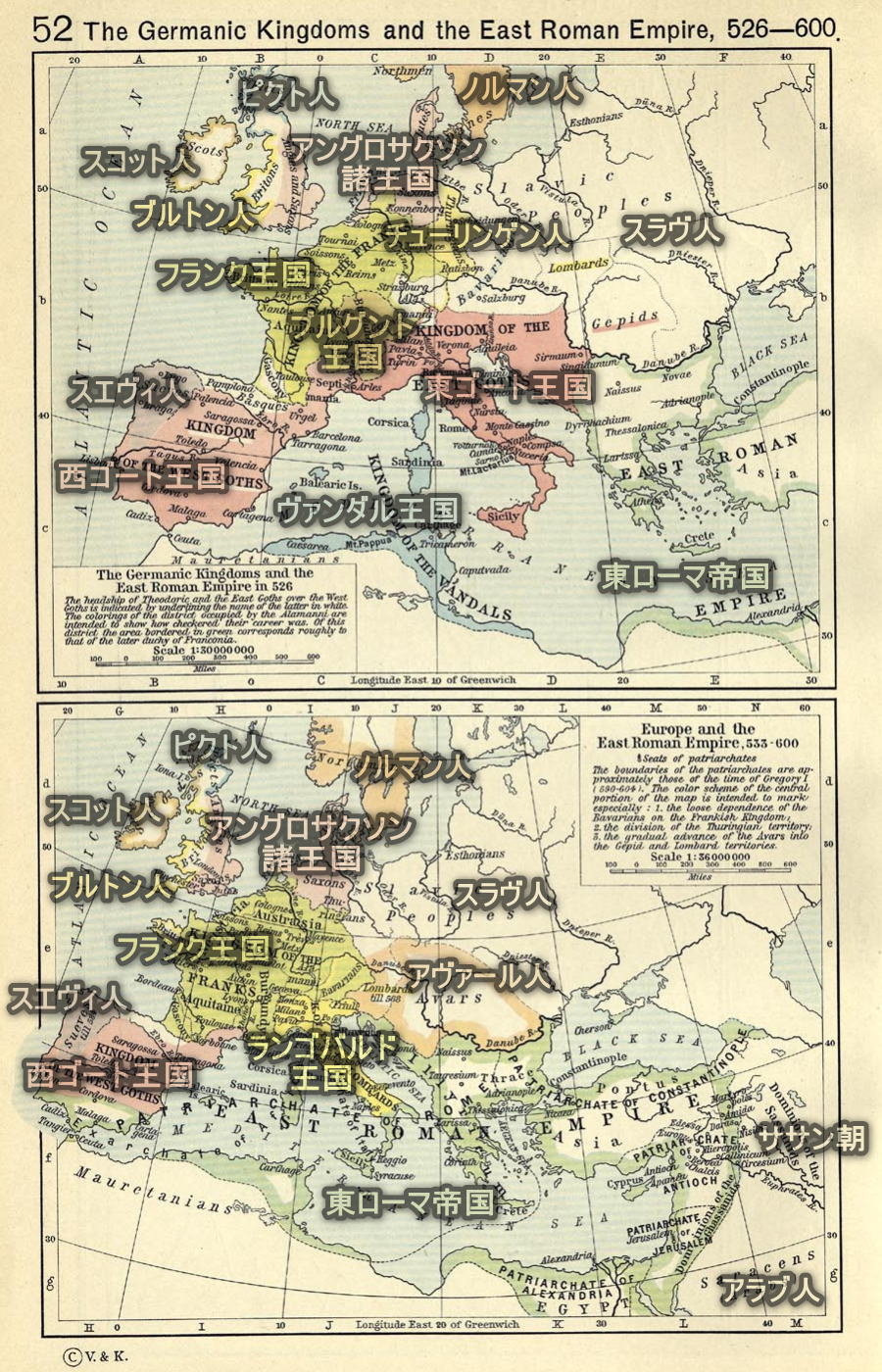
6世紀のヨーロッパ（526年 - 600年）

486年、メロヴィング朝フランク王国のクローヴィス1世がガリア北部のローマ人貴族のシアグリウスを破った。クロヴィスはさらにライン川流域のアレマン人、スイスのブルグント族の征伐に向かった。507年にアラリック2世率いる西ゴート王国も破り、西ゴート人はイベリア半島へ逃げ、ガリアの覇権はフランク王国が握った。
496年、クロヴィス1世はすでにカトリックだった妃クロティルドのすすめでランス司教レミギウスの洗礼をうけてカトリックに改宗する。カトリック国家となったフランク王国は、ガリアのローマ人、そしてローマ教皇から同盟者とみなされることとなった。キリスト教の同盟国の支援によってフランク王国はアクィタニア、ブルゴーニュ、プロヴァンスのゴート族、ブルグント人などのアリウス派の征服に成功していった。
517年にはブルグント王ジギスムントもアリウス派からカトリックに改宗している。

### ランゴバルド王国(イタリア)のカトリック改宗

575年のイタリア半島。灰色がランゴバルド王国。オレンジ色がビザンツ帝国

ノリクムとパンノニアにいたゲルマン民族ランゴバルド人は、ユスティニアヌス1世ビザンツ皇帝の東ゴート王国征服事業をたすけて、ナルセス総司令官のもとイタリアに従軍した。その後の568年にランゴバルド人は、モンゴル系アヴァール人から攻撃され、さらにユスティニアヌス1世の死後に東ローマ帝国でナルセスが失脚してナポリに退くと、アルボイーノ(アルボイン)率いるランゴバルド軍が北イタリアに侵入し、占領した。この土地は後世ランゴバルドという部族名からロンバルディア地方と名がつけられた。570年ランゴバルド人の諸侯は、トスカーナ、南イタリアのルカニア地方にまで進出し、スポレート公国、ベネヴェント公国を築き、さらに574年にはパビーアをおとしいれ、そこを首都としてランゴバルド王国を建国した。ランゴバルド人の侵入によってイタリア半島はランゴバルド王国領とビザンティン領とに切り分けられ、各地に独立性の強い35の諸公国、ドゥクス連が併存するようになった。
ランゴバルドは多くのゲルマン部族と同様にアリウス派であったので、ローマ教会は侵入を脅威と感じた。しかし、590年に即位したグレゴリウス1世（在位：590年- 604年)の施策によって、アングロサクソン、フランク、西ゴートと同様にランゴバルドでもカトリック改宗とそれにともなって、教皇権の確立が進んだ。グレゴリウス1世はランゴバルドとラヴェンナ太守との和平の仲介をおこない、また教皇領を整備させていった。
王アギルルフォ(在位590‐616)は607年に王妃テオドリンダの勧めでカトリックに改宗する。王妃テオドリンダにより「ロンバルディアの鉄王冠」が整備され、モンツァ大聖堂が造営される。ビザンティン帝国の制度をまねた行政機構も導入された。グレゴリウス2世やグレゴリウス3世がビザンツ皇帝から独立しえたのは、カトリックに改宗したランゴバルド王国が教皇の反ビザンティン政策を支持していたためでもあった。
8世紀半ばにはアストルフォ王がラベンナを併合したが、当時教皇権が拡大し、教皇領も増えて、ローマ教皇はイタリアでの勢力を確実なものとしていったのに対して、ランゴバルド王はリウトプランド以下退潮していった。そこで教皇はフランク王国と同盟を組み、カロリング朝のフランク王国宮宰ピピン3世が756年にラヴェンナのアストルフォ王を降して、その領地を教皇へ寄進し、教皇領が始まった。
ピピン3世の子カールとランゴバルド王デシデリウスとが新たに対立すると、教皇とフランク王国との同盟はさらにおしすすめられ、774年のカールのフランク王国との戦いで、スポレート公やベネヴェント公などの諸侯も冷淡ななか、ランゴバルド王国は敗れ、フランク王国に併合され、滅亡した。カール大帝は教皇領と教皇のローマ支配権を認めて、それを保護した。
フランク王国支配下のイタリアでもビザンツとの対立は継続したが、812年にイストリア地方と北部・中部イタリアがフランク王国、ヴェネツィアと南イタリアをビザンツ帝国が支配するという協定が成立した。

### 西ゴート王国（イスパニア）のカトリック改宗
587年、イスパニアの西ゴート王国ではレカレド1世らはアリウス派からカトリックへ改宗し、第3回トレド教会会議で批准された。当時、皇帝マウリキオス治世下のビザンツ帝国は、古代ローマ帝国の理念を尊重し、積極的に西ヨーロッパ政策を展開していた。イスパニアにもビザンツ領があり、西ゴート王国は東ローマ帝国と直接接していた。

### 教会
529年には、ベネディクトゥスがモンテ・カッシーノに西方教会で初めての修道院を開いて、ベネディクト会となる。
6世紀のローマ教皇グレゴリウス1世（在位590年 - 604年）はゲルマン系民族への宣教に大きな役割を果たし、イベリア半島の西ゴートをカトリック化し、ゲルマン人諸王にも宣教し、教皇ゲラシウス1世の「司祭の聖なる権威と王の権力」という両剣論によって教会が帝国よりも優位であるとし、中世ヨーロッパの教皇権の興隆へと道を開いた。また、グレゴリウス1世はカンタベリーのアウグスティヌスを30人の修道士とともにブリテン島に派遣した。
606年 アクイレイア総大司教がアクイレイアのランゴバルド派とグラードのラヴェンナ派（東ローマ派）に分裂する。
680年の第3コンスタンティノポリス公会議で単意論が異端とされ、カルケドン信条が確認されるとともに、コンスタンティノープルとローマの教会一致への願いが出されて、皇帝ユスティニアヌス2世は東西教会の平和の樹立を固めた。しかし、692年、ユスティニアヌス2世は帝国教会会議においてローマ教皇は東方教会の法に従うことを勅令で命じた。ローマ教皇が捕らえられようとすると、ローマ人とラベンナ軍も皇帝命令を拒絶した。ビザンツ将軍ザカリアスはローマから追放され、これに対してビザンツ皇帝は手を下せなかった。

## イスラムとヨーロッパ

### アラブ・イスラムの大移動とサーサーン朝の滅亡

イスラム世界の領土拡大622–750
ムハンマド時代, 622–632
正統カリフ時代、632年 – 661年
ウマイヤ朝時代、661年 – 750年

633年、ムハンマド没後のアラブ・イスラムの正統カリフは弱体化したサーサーン朝、そして同時に東ローマ帝国に対して征服戦争を開始した。
イスラム軍は東ローマ帝国領のシリアに侵入し、636年のヤルムークの戦いで東ローマ軍は惨敗し、シリアを失った。641年アレクサンドリア包囲戦ではエジプトを喪失した。
イスラム軍はサーサーン朝に対して642年のニハーヴァンドの戦いで勝利して、651年にヤズデギルド3世が殺害されると、サーサーン朝は滅亡した。

### イスラームと東ローマ帝国
655年、アラブ海軍は小アジア沖の海戦でまみえたが、伝統を誇るビザンツ海軍は惨敗を喫した。皇帝コンスタンス2世はシチリア島に逃亡するが、暗殺された。こうしてアラブ人は地中海の支配者となった。
イスラム内乱後の661年に成立したウマイヤ朝はチュニジア、キュジコス半島を確保した。アラブ海軍は674年から678年まで東ローマ帝国の首都コンスタンティノポリスを包囲した。東ローマはギリシアの火によって撃退した。しかし、698年にはウマイヤ朝がカルタゴを占領した。
717年〜718年に、アラブ軍は陸海からコンスタンティノープルを包囲したが、皇帝レオーン3世はイスラム軍の撃退に成功した。しかし、ローマ人が「我らの海」と呼んだ地中海は「イスラームの海」となっていた。
レオーン3世は740年に小アジアのアクロイノンの戦いでアラブ人に大勝した。アラブではアッバース朝が成立してイスラーム世界の中心が西アジアに移った。その後827年にはシチリア島がイスラムによって征服され、さらに南イタリアを制圧した。837年にテオフィロス皇帝のビザンツ軍がイスラーム領に侵入すると、カリフのムータスィムが小アジアに侵入し、ビザンツ軍は敗れ、皇帝の故郷アモリオンは陥落した。しかし、テオフィロスの息子ミカエル3世は863年にアラブ軍に大勝した。
ビザンツ皇帝レオーン3世はイコノクラスム(聖像崇拝禁止)を行ったため、「サラセン魂（サラセンとはムスリムのこと）」と非難された。東ローマはローマ教皇と対立したが、787年の第2ニカイア公会議でイコン(聖像)敬拝が認められた。
7世紀から9世紀にかけて、アラブ人の侵入によって、古代ローマ以来の属州制度に代わってテマ制(軍管区制)が確立し、各テマの長官がかつての属州総督に代わって軍事権と行政権を持つようになり、半独立政権のテマが各地に成立していった。7世紀後半にはテマの反乱があいつぎ、レオーン3世皇帝はテマ統制のために、テマの権限を認めるテマ連合体制をとった。このようなテマ連合国歌としてのビザンツでは、コンスタンティノス5世のような軍人皇帝下ではうまく運営されたが、幼いコンスタンティノス6世や女帝エイレーネーとなるとうまく運営できず、テマの反乱が勃発した。皇帝側は、テマを分割してテマ長官の権限を縮小させるとともに、強力な中央軍団を創設した。こうして820-823年のスラブ人テマ長官トマスの反乱を最後に、テマ反乱はなくなり、皇帝専制体制のもとで安定した。

### 西ヨーロッパとイスラム
7世紀末から8世紀にかけて、ウマイヤ朝が東ローマ帝国からマグリブを奪い、モロッコを平定して北アフリカ全域を制圧すると、続いてイベリア半島に侵入して、711年には西ゴート王国が滅亡した。イベリアのイスラム軍はピレネー山脈を越えてアキテーヌ公ウードを破ったが、ウードはフランク王国のカール・マルテルに救援を依頼した。カール・マルテルとウードは732年10月10日のトゥール・ポワティエ間の戦いでウマイヤ朝に勝利し、西ヨーロッパへのイスラム侵入を阻止した。カール・マルテルはボニファティウスを庇護し、ゲルマニア大司教に任命した。
800年、カール・マルテルの孫カール大帝（シャルルマーニュ）がローマ教皇レオ3世から「ローマ皇帝」として戴冠され、ヨーロッパ世界の誕生を象徴する事件となった。カールはローマ帝国皇帝の称号を得るために、ビザンツ皇帝の説得にあたったが、ビザンツはカールに「フランク人の皇帝」と名乗ることは許したが、ビザンツと対等とは認めなかった。当時は女帝エイレーネー（在位：797年 - 802年）治下であったがカールはそれを狙ったともいわれる。
8世紀半ばからかつてローマ帝国が支配した地中海は、西ヨーロッパのフランク王国、東のビザンツ帝国、南のイスラムに三分された。

## スラヴ人とビザンツ・東ヨーロッパ

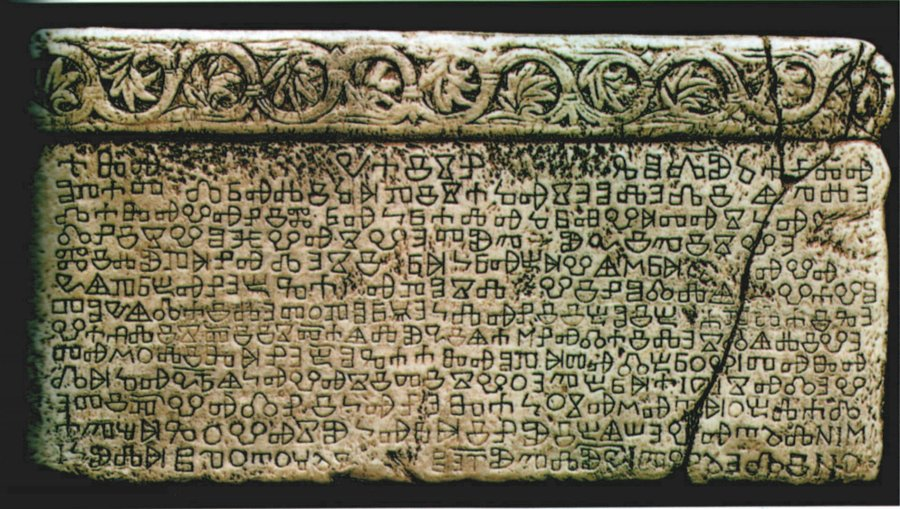
ビザンツのキュリロスが派遣先のモラヴィアでつくったグラゴル文字。のちにキリル文字となった。

ゲルマン人（ゴート人）の大移動のさなかにスラヴ人も移動をはじめたとみられ、フン族がパンノニアに去るとスラヴは黒海に南下して定住した。 スラヴ人はフンの残存勢力やブルガール族とともにドナウ川を超えてビザンツ領内に攻撃をしかけるようになった。スラヴ人のビザンツ侵入は510年代からはじまり、ユスティニアヌス大帝時代には本格化した。
また、5世紀半ばにはモンゴル系のアヴァール人がカスピ海にいたり、スラヴ人を支配下においた。580年代にはアヴァール人はスラヴ人をともなってビザンツを攻撃し、626年にはブルガール、ゲルマン系のゲピト族を従えて、コンスタンティノープルを包囲したが、ビザンツは持ちこたえた。アヴァール人とスラヴ人は東アルプス方面や、ギリシャ、フランク王国などにも侵入した。
モラビアでは623年に、フランク人と推測される商人サモがアヴァール人へのスラブ人の反乱を指導して、スラブ人最初の国家であるサモ国を建国したが、659年にアヴァールに滅ぼされた。
ドナウ川下流域のブルガール人は5世紀末からビザンツを攻撃し、540年にはブルガールのクトリグル族がイリリクムの32の要塞を破壊して10万人を連れ去った。559年にはコンスタンティノープルを包囲した。
626年頃には、皇帝ヘラクレイオスがアヴァール人を攻撃するために、白クロアチア（現在のウクライナ南西部のガリチアから、ポーランド南部のシロンスク、東ボヘミアにかけての地域）から南スラヴ人のクロアチア人がイリリクムに招かれ、その後白セルビア（カルパティア山脈北部から西南ドイツのザクセン地方にかけての地域）にいたセルビア人も帝国の保護を求めて、バルカン半島にやってきた。
680年にはオングロスの戦いで東ローマ軍がアスパルフ率いるブルガール人に破れ、帝国領内のブルガール定住を認めざるをえなくなり、ビザンツ帝国はドナウ川より南の支配権を手放すこととなった。681年にブルガール族はブルガリアを建国するが、次第にスラヴに同化されていった。その後もブルガリアとの戦争のために、東ローマ帝国の領土はアナトリア半島とバルカン半島沿岸部、南イタリアマグナ・グラエキアに縮小した。こうして7世紀にはバルカン半島はスラヴ人によって支配され、ビザンツ帝国の支配が及ばなかった。
8世紀半ばになって、コンスタンティヌス5世がスラヴ人・ブルガリア人への遠征を開始して、巻き返しをはかり、ニケフォロス1世はスラヴ世界に植民し、バルカン半島の再征服が進んだ。しかし、811年のブルガリア征伐でニケフォロスは戦死した。

### スラブ・ブルガリア・モラビアのキリスト教改宗
しかし、9世紀半ばにはスラブ人もブルガリア人もキリスト教（ギリシア正教）を受け入れて、ビザンツ世界の一員となった。東スラヴ人の宗教は、稲妻の神ペルーンや、太陽神ホルスとダジボグ、風の神ストリボグ、女神モコシ、財産の神ヴォロス、火の神スヴォログなどを信仰したものだった。しかし、キエフ大公国のウラジーミル1世が988年にキリスト教に改宗して、キリスト教を国教とすると、スラヴ伝統宗教は破壊された。スラヴ族への宣教は、ビザンツのコンスタンティノープル総主教、ローマ教皇、独自の活動を行っていたフランク教会が行った
。
大モラヴィア国では、831年にモイミル侯がフランク教会の元で洗礼を受けていた。しかし、ラスチスラフ王はフランク王国の影響が強くなることを恐れて、ビザンツ帝国にキリスト教伝道師の派遣を求めた。863年にビザンツ行政長官で修道士のメトディオスと外交官のキュリロス兄弟がモラヴィアに派遣され、スラヴ文字（グラゴル文字）をつくり、スラヴ語訳聖書をつくった。
9世紀にはブルガリア王国が連れ帰ったビザンツ帝国の捕虜から、ブルガリアにキリスト教が広まり、864年にはボリス・ハンがビザンツから受洗し、キリスト教がブルガリアの国教となった。
東欧地域は、カトリック圏（ポーランド、チェコ、ハンガリー、スロベニア、クロアチア）と東方正教圏（ロシア、ウクライナ、ブルガリア、セルビア、ルーマニア）に分かれていった。

## 関連人物

### ローマ帝国皇帝
セウェルス朝
- セプティミウス・セウェルス（在位193年 - 211年）
- カラカラ（在位209年 - 217年）・アントニヌス勅令を発布
- ヘリオガバルス（在位218年 - 222年）・シリアの太陽神を信仰
- アレクサンデル・セウェルス（在位222年 - 235年）

軍人皇帝時代
- マクシミヌス・トラクス（在位235年 - 238年）・238年のローマ内戦
- ピリップス・アラブス（在位244年 - 249年）・ローマ建国一千年祭を挙行
- デキウス（在位249年 - 251年）・キリスト教を迫害
- ウァレリアヌス（在位253年 - 259年）・エデッサの戦いで捕虜となる
- ガッリエヌス（在位253年 - 268年）
- クラウディウス・ゴティクス（在位268年 - 270年）・ゴート人を制圧
- アウレリアヌス（在位270年 - 275年）・ローマ帝国からの独立を図ったポストゥムス率いるガリア帝国とパルミラ帝国を鎮圧
- ディオクレティアヌス（在位284年 - 305年）・ドミナートゥスとテトラルキアを導入
- コンスタンティヌス1世（在位306年 - 337年）・ミラノ勅令でキリスト教を公認する
- ユリアヌス（在位361年 - 363年）・異教を擁護
- ウァレンティニアヌス1世（在位364年- 375年）・帝国北方の防備体制を再構築する
- ウァレンス（在位364年 - 378年）・ハドリアノポリスの戦いでゴート族のフリティゲルンに敗死
- テオドシウス1世（在位379年 - 395年）・死後にローマ帝国は東西に分裂

東ローマ帝国
- アルカディウス - 東ローマ帝国最初の皇帝（在位395年 - 408年）・皇帝テオドシウス1世の長男
- テオドシウス2世（在位408年 - 450年）
- ゼノン（在位474年 - 491年）・東ゴート王テオドリックにオドアケル討伐を命じる
- ヘラクレイオス（在位610年 - 641年）。シリア・エジプトを喪失。
- コンスタンス2世ポゴナトス（在位641年 - 668年）
- コンスタンティノス4世（在位668年 - 685年）・イスラムに反撃。

西ローマ帝国
- ホノリウス（384年 - 423年） - 西ローマ帝国最初の皇帝（在位395年 - 423年）・皇帝テオドシウス1世の次男
- ロムルス・アウグストゥルス - 西ローマ帝国最後の皇帝（在位475年 - 476年）。オドアケルに追放される。

### ゲルマン諸王
- アラリック1世（360年 - 410年）- 西ゴート王国国王。
- ガイセリック（389年頃 - 477年）- ヴァンダル王国国王・属州北アフリカを占領。
- オドアケル（433年 - 493年）- ゲルマン系スキリア族出身の傭兵隊長・西ローマ帝国を滅ぼしイタリアを支配。
- テオドリック（454年 - 526年）- 東ゴート王国初代国王（大王）（在位493年 - 526年）・オドアケルを滅ぼす。
- クローヴィス1世（466年 - 511年）- メロヴィング朝フランク王国初代国王（在位481年 - 511年）・カトリックに改宗。

フランク王国
- ピピン1世（580年頃 - 640年） - フランク王国の宮宰（在職615年/623年 - 629年）・カロリング家の祖で「大ピピン」と呼ばれる
- クロタール2世（584年 - 629年） - フランク王国ネウストリア王（在位613年 - 629年）・ブルンヒルドを倒しフランク王国を再統一
- ダゴベルト1世（603年 - 639年） - フランク王国（統一フランク）国王（在位629年 - 639年）・パリ郊外のサン・ドニ大聖堂を建立
- ピピン2世（635年/640年 - 714年） - フランク王国の宮宰（在職680年 - 714年）・ピピン1世の娘の子で「中ピピン」と呼ばれる

### ローマ教皇
- レオ1世（在位440年 - 461年）。アッティラのイタリア侵攻を制止。
- ゲラシウス1世（在位492年 - 496年）。皇帝アナスタシウス1世宛書簡で聖俗並立の両剣論を唱える。
- グレゴリウス1世（在位590年 - 604年）・ゲルマン系民族へ宣教
- マルティヌス1世（在位649年 - 653年）・単意論の「テュポス」を否定し東ローマ皇帝に追放される

### キリスト教神学者
- キプリアヌス （3世紀初頭 - 258年） - カルタゴ司教・殉教
- ラクタンティウス（240年頃 - 320年頃）
- アレイオス（250年 - 336年） - アレクサンドリアの司祭・アリウス派の祖
- 大アントニオス（251年頃 - 356年）- エジプトの隠修士
- カイサリアのエウセビオス（263年頃 - 339年）
- ミラのニコラオス（270年頃 - 345年/352年） - リュキアのミラ大主教
- アタナシオス （298年 - 373年） - アレクサンドリア主教・三位一体論を確立
- シリアのエフレム（306年頃 - 373年） - シリアの反アリウス派
- ウルフィラ（311年 - 382年） - アリウス派・聖書をゴート語に訳しゲルマン人に宣教
- エルサレムのキュリロス（313年頃 - 386年） - エルサレム司教・第二全地公会議に出席し異端を論駁
- ポワティエのヒラリウス（315年頃 - 368年頃） -
- トゥールのマルティヌス（316年頃 - 397年/400年） - ガリア（フランス）の修道士
- ナジアンゾスのグレゴリオス（329年 - 389年）
- ニュッサのグレゴリオス（335年頃 - 394年以降）
- ヨハネス・クリュソストモス（349年頃 - 407年）- コンスタンティノポリス総主教。
- アウグスティヌス（354年 - 430年）- 北アフリカのヒッポ司教・著作に『告白』『神の国』。
- ペラギウス（354年 - 420年/440年） -  異端とされる（ペラギウス主義）。
- パトリキウス（387年？ - 461年） - アイルランドで宣教したケルト人司教。
- シドニウス・アポリナリス（431年頃 - 489年） - トゥール司教。
- マロン（？ - 410年） - シリアのアンティオキア修道士、マロン派の祖。
- メスロプ・マシュトツ（360年 - 440年） -アルメニア文字を考案し聖書のアルメニア語訳を行う。
- アレクサンドリアのキュリロス（376年 - 444年）- アレクサンドリア総主教。
- エウテュケス（380年頃 - 456年頃） - コンスタンティノポリスの大修道院長。単性論を主張。
- ネストリオス（381年？ - 451年？）- コンスタンティノポリス総主教。異端とされる（ネストリウス派）。
- 登塔者シメオン（390年頃 - 459年） - シリアの修道士。
- アカキオス（？ - 489年）- コンスタンティノポリス総主教。皇帝ゼノンに「ヘノティコン」発布を勧めローマ教会と対立。
- セルギオス1世（？ - 638年） - コンスタンティノポリス総主教（在位610年 - 638年）・単意論をまとめ「エクテシス」を起草。
- ソフロニオス（560年 - 638年） - エルサレム総主教（在位634年 - 638年）。単意論に反対するがウマル憲章は受容。
- ヨアンネス・クリマコス（579年 - 649年） - シナイ山の聖カタリナ修道院長。
- マクシモス（580年頃 - 662年）
- セビリャのイシドールス（560年 - 636年） - 西ゴート王国のセビリャ大司教
- ウィリブロルド（658年 - 739年） - ノーサンブリア出身の修道士・オランダのフリースラント地方で宣教しユトレヒト司教